# Équipe de Roumanie de football
Cet article traite de l'équipe masculine. Pour l'équipe féminine, voir Équipe de Roumanie féminine de football.
Maillots
Actualités
L'équipe de Roumanie de football (en roumain Echipa națională de fotbal a României) est la sélection de joueurs roumains représentant leur pays lors des compétitions internationales de football masculin, sous l'égide de la Fédération de Roumanie de football.
Régulièrement qualifiée pour les grands tournois internationaux, l'équipe roumaine atteint à plusieurs reprises le stade des quarts de finale, en Coupe du monde en 1994 et en championnat d'Europe en 1960, 1972 et 2000.

## Historique

### La Roumanie de 1909 à la Seconde Guerre mondiale

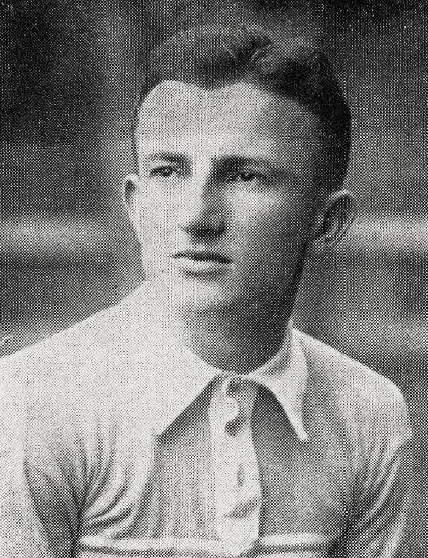
Nicolae Kovács, participant aux Coupes du monde 1930, 1934 et 1938.

La Roumanie contre le Pérou à la Coupe du monde 1930

La fédération nationale de Roumanie est fondée en 1909. Elle est affiliée à la FIFA depuis 1923. L’équipe nationale roumaine a joué son premier match le 8 juin 1922 contre la Yougoslavie (royaume de Yougoslavie) sur le score de 2 buts à 1 pour les Roumains. Elle a participé aux trois premières Coupes du monde mais échouant deux fois en huitièmes de finale en 1934 et 1938. Pour anecdote, le roi Carol II (roi de 1930 à 1940) avait lui-même choisi les joueurs de l'équipe de Roumanie, lors de la Coupe du monde 1930.
Nicolae Kovács (frère de Ștefan, surtout connu comme entraîneur à succès et comme ancien sélectionneur de l'équipe de France) est l'un des cinq seuls joueurs à avoir participé aux trois premières coupes du monde, en 1930, 1934 et 1938, avec les trois français Edmond Delfour, Étienne Mattler et Émile Veinante, ainsi que le belge Bernard Voorhoof.ci

### La Roumanie sous l’époque communiste

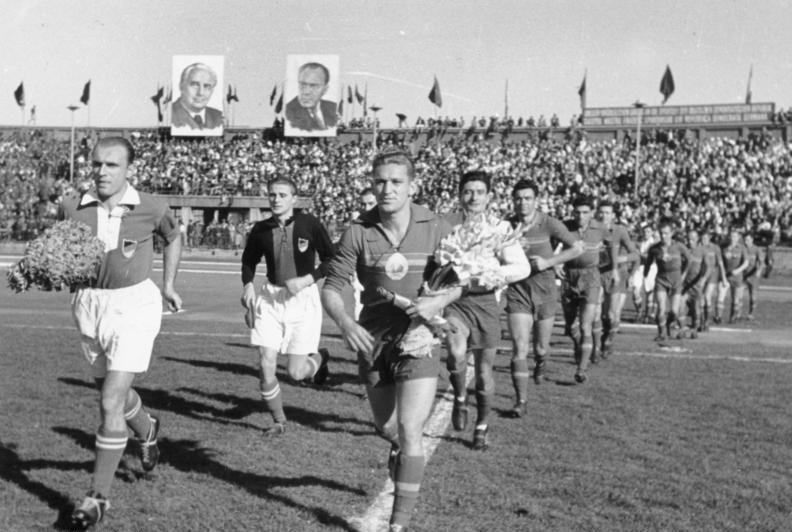
L'équipe de Roumanie avant un match amical contre l'Allemagne de l'Est le 11 octobre 1952

Après la Seconde Guerre mondiale, qui a touché l’Europe et aussi la Roumanie, la Roumanie a perdu sa puissance footballistique. Sa plus grosse défaite est contre la « grande » équipe de Hongrie (qui commence son apogée) et se solda par un score de 6 buts à 0, le 6 juin 1948. L'équipe roumaine est membre de l'UEFA depuis sa création en 1954. Durant cette période, la Roumanie ne s’est qualifiée qu’une fois pour la Coupe du monde, c’était en 1970 au Mexique avec une seule victoire sur la Tchécoslovaquie et deux défaites contre le Brésil (futur vainqueur de la Coupe) et l’Angleterre (tenante du titre à l’époque). La plus large victoire de la Roumanie a lieu le 1er octobre 1973, contre la Finlande pour une victoire 9 buts à 0. Pour le Championnat d’Europe des Nations, la Roumanie est irrégulière : quarts de finale en 1960 et 1972, huitième de finale en 1968, premier tour en 1984, non qualifiée en 1964, 1976, 1980, 1988 et 1992.

### La Roumanie de 1990 à 2000
La Roumanie réussit sa meilleure performance en Coupe du monde à l'occasion de sa sixième participation, lors du mondial américain de 1994. Cette équipe possédait alors des joueurs talentueux comme Gheorghe Hagi, Florin Rǎducioiu ou Dan Petrescu. Après avoir fini premier de leur groupe, les Roumains créèrent la sensation des huitièmes de finale en sortant l'Argentine de Gabriel Batistuta (3-2, doublé d'Ilie Dumitrescu et but de Gheorghe Hagi). En quart de finale, ils tombèrent sur de solides Suédois qu'ils malmenèrent avant de s'incliner aux tirs au but. Mais les Roumains n’arrivèrent plus à rééditer cet exploit de 1994, dans les compétitions suivantes comme en 1998 et en 2000.

### La Roumanie depuis 2000
Cela faisait depuis son quart de finale à l’Euro 2000 que la Roumanie ne s’était plus qualifiée pour une compétition internationale. Elle ne s'est pas qualifiée lors des deux Coupes du monde 2002 et 2006 et l’Euro 2004. Mais le renouveau de l’équipe roumaine a permis de se qualifier pour l’Euro 2008 en Autriche et en Suisse. Elle sera opposée aux Pays-Bas (qu’elle a déjà battu dans les éliminatoires), l’Italie et la France. Lors de cet Euro, elle a fait une bonne impression même si elle est éliminée au premier tour, en posant problème à la France (0-0) et à l'Italie (1-1, but d'Adrian Mutu) même si celui-ci voit un penalty arrêté par Buffon. Mais elle perdra contre l'armada néerlandaise (2-0). Pour la qualification à la Coupe du monde 2010, la Roumanie se retrouvera dans le groupe de la France, la Serbie, l'Autriche, les îles Féroé et la Lituanie. La Roumanie ne se qualifiera pas à la Coupe du monde 2010, et réalise une de ses plus grandes hontes contre la Serbie (5-0).
La prochaine campagne de la Roumanie est la qualification à l'Euro 2012. Dans son groupe éliminatoire, elle retrouve la France, la Biélorussie, la Bosnie-Herzégovine, l'Albanie et le Luxembourg.
Après 5 matchs, le bilan est le suivant pour les Roumains : (1-1) contre l'Albanie (but de Bogdan Stancu), (0-0) contre la Biélorussie, défaite (2-0) contre la France, défaite (2-1) contre la Bosnie-Herzégovine, et victoire (3-1) contre le Luxembourg. Elle bat ensuite à domicile la Bosnie (3-0 malgré un penalty roumain raté) qui finira ensuite deuxième du groupe et sera barragiste. À 4 matchs de la fin, elle compte 2 victoires, 2 nuls et 2 défaites. Elle termine finalement à la troisième place sur six, à six points des barrages et sept points de la qualification directe. Le meilleur buteur roumain est Mutu avec deux réalisations.
En outre, le sélectionneur Victor Pițurcă doit faire face à d'importants problèmes internes au sein de l'effectif national. Déjà privé de Cosmin Contra, Mirel Rădoi et surtout du capitaine Cristian Chivu, fraichement retraités, Pițurcă exige les départs de Gabriel Tamaș et Adrian Mutu, après une soirée bien arrosée et divers abus d'alcool avant un match officiel de la sélection.
À l'automne 2014, Anghel Iordănescu effectue un retour à la barre de la sélection nationale qui tente de se qualifier pour l'Euro 2016. Lors des qualifications à l'Euro 2016, la Roumanie se qualifie en finissant deuxième, avec 5 victoires et 5 matchs nuls, à un point du premier l'Irlande du Nord. Elle est classée meilleure défense des qualifications avec seulement deux buts encaissés.
La Roumanie commence l'Euro 2016 par le match d'ouverture, face à la France où elle est défaite 2-1. Elle rencontre ensuite la Suisse où les deux équipes arrachent le nul (1-1). Lors de son dernier match face à l'Albanie, il suffit d'une victoire de la Roumanie pour lui assurer au moins une qualification en 8e de finale en tant que meilleur troisième, voire en tant que deuxième si la Suisse s'incline face à la France dans le même temps grâce à une éventuelle meilleure différence de buts, malheureusement elle est défaite 1-0 et est éliminée de la compétition dès le premier tour. Bogdan Stancu fut le meilleur et le seul buteur roumain de la compétition avec deux buts marqués (tous deux sur penaltys). À la suite de la compétition, le sélectionneur Anghel Iordănescu quitte le poste de sélectionneur. Il est remplacé par l'Allemand Christoph Daum. Celui-ci devient le deuxième sélectionneur étranger de la Roumanie, depuis l'Autrichien Josef Uridil, en 1934.
Pour les éliminatoires de la Coupe du monde 2018, la Roumanie se retrouve dans le groupe de la Pologne, du Monténégro, du Danemark, de l'Arménie et du Kazakhstan. Après l'élimination de la Roumanie à deux matchs de la fin, Christoph Daum est limogé. Il est remplacé par Cosmin Contra. Elle est finalement classée quatrième avec 3 victoires, 4 nuls et 3 défaites.
La Roumanie ne se qualifiera pas non plus pour l'Euro 2021, puisqu'elle ne termine qu'à la quatrième place de son groupe en éliminatoires, avec 4 victoires uniquement acquises lors des double-confrontations contre Malte et les îles Féroé, 2 matchs nuls à chaque fois contre la Norvège et 4 défaites à l'aller comme au retour contre les deux premiers du groupe, l'Espagne et la Suède qui se sont donc directement qualifiés. Ces faibles performances coûtent sa place au sélectionneur Cosmin Contra, remplacé en 2019 par Mirel Rădoi. Elle est toutefois repêchée pour disputer les barrages du fait de sa position lors de la première édition de Ligue des nations et est placée dans la voie A du fait de la qualification de toutes les autres équipes présentes en Ligue A en dehors de l'Islande, qui est leur adversaire à l'extérieur. Ce sont les Strákarnir okkar qui l'emportent sur le score de 2-1 grâce à un doublé de Gylfi Sigurðsson en première mi-temps (16e et 34e minute), malgré la réduction du score roumaine par Alexandru Maxim sur penalty en seconde période après consultation de la VAR, annihilant les chances roumaines de disputer l'Euro 2021.
Par ailleurs, la Roumanie, promue en Ligue B grâce au changement de règles décidé par l'UEFA malgré sa deuxième place en 2018 derrière la Serbie, réalise une Ligue des nations 2020-2021 sans relief, ne montrant aucun signe d'amélioration dans le jeu. Durant les matchs de poule, la sélection a en effet été incapable de l'emporter en ouverture à domicile contre l'Irlande du Nord (1-1) concédant l'égalisation nord-irlandaise en fin de match alors qu'elle évoluait en supériorité numérique à la suite d'un carton rouge nord-irlandais et a été sèchement battue en Norvège (0-4) lors de la troisième journée. Elle évite cependant la relégation en Ligue C aux dépens des Nord-Irlandais grâce à un succès inattendu sur la pelouse de l'Autriche (3-2) lors de la deuxième journée ainsi qu'une victoire 3-0 sur tapis vert accordée à domicile contre la Norvège, en raison du non-déplacement des Scandinaves à Bucarest à la suite du test positif à la Covid-19 d'Omar Elabdellaoui et de mesures de restriction décidées par le Ministère de la Santé norvégien.
La Roumanie échoue également à se qualifier pour la Coupe du monde 2022, puisqu'elle termine à la troisième place de son groupe de qualification en étant devancée par l'Allemagne leader du groupe et directement qualifiée, ainsi que par la Macédoine du Nord quant à elle barragiste. Les Tricolorii, souvent peu réalistes et maladroits dans le dernier geste (seulement 13 buts inscrits comme en témoigne des victoires plus étriquées qu'escompté - 2-0 à l'aller comme au retour - contre le Liechtenstein), pourront nourrir des regrets puisqu'ils ont laissé échapper des points en concédant un nul à domicile lors de l'avant-dernière journée contre l'Islande (0-0) qui restait pourtant sur une série négative et qu'ils avaient battu à l'aller à l'extérieur (2-0) ; ou encore à l'extérieur lors de la troisième journée en étant battue en Arménie (2-3) dans les dernières minutes, dont un but arménien sur penalty, après s'être retrouvés en infériorité numérique à la suite d'un carton rouge adressé à George Pușcaș un peu plus tôt alors que les Roumains menaient 2-1 ; tandis que la Macédoine du Nord a pu compter sur un succès inespéré lors de la troisième journée en Allemagne (2-1) pour doubler les Roumains.
La Roumanie a été tirée au sort dans le Pot 3 pour la saison 2022-23 de la Ligue des nations de l'UEFA, dans un groupe composée de la Bosnie, la Finlande et le Monténégro. Dans un scénario similaire à celui des cinq années précédentes, le Monténégro a confortablement gagné contre la Roumanie 2-0 à Podgorica, ce qui a été suivi d'une autre défaite, contre la Bosnie-Herzégovine à Zenica et d'une victoire terne contre la Finlande à Bucarest.
La Roumanie a ensuite été écrasée par le Monténégro à Bucarest (0-3), ce qui a réduit ses chances de conserver sa place en Ligue B. Un match nul 1-1 contre la Finlande à Helsinki signifiait que la Roumanie était à nouveau aux dépens d'une autre équipe, cette fois le Monténégro, qui ne devait pas perdre contre la Finlande, ce qui s'est finalement produit malgré la victoire confortable de la Roumanie contre les futurs vainqueurs du groupe, la Bosnie-Herzégovine, déjà assurée d'être promue. La Roumanie a donc été reléguée en Ligue C pour la prochaine édition de la Ligue des Nations.
La terrible performance de la Ligue des Nations signifiait que la Roumanie serait tirée du Pot 3 dans les éliminatoires de l'Euro 2024, ce qui la conduisait à un groupe avec la Suisse, Israël, le Kosovo, la Biélorussie et l'Andorre. La Roumanie montre toutefois des signaux d'amélioration à cette occasion, puisqu'elle termine à la première place de son groupe et invaincue avec 6 victoires et 4 matchs nuls. La Roumanie a notamment obtenu deux résultats positifs face à la Suisse (match nul 2-2 à l'extérieur à l'aller après avoir été menée 0-2, victoire 1-0 à domicile au retour lors de la dernière journée pour consolider sa place de leader) et a fait preuve d'une bonne assise défensive avec seulement cinq réalisations concédées, ce faisant les Tricolorii effectuent leur retour lors d'une phase finale d'un Euro après huit ans d'absence,,,.

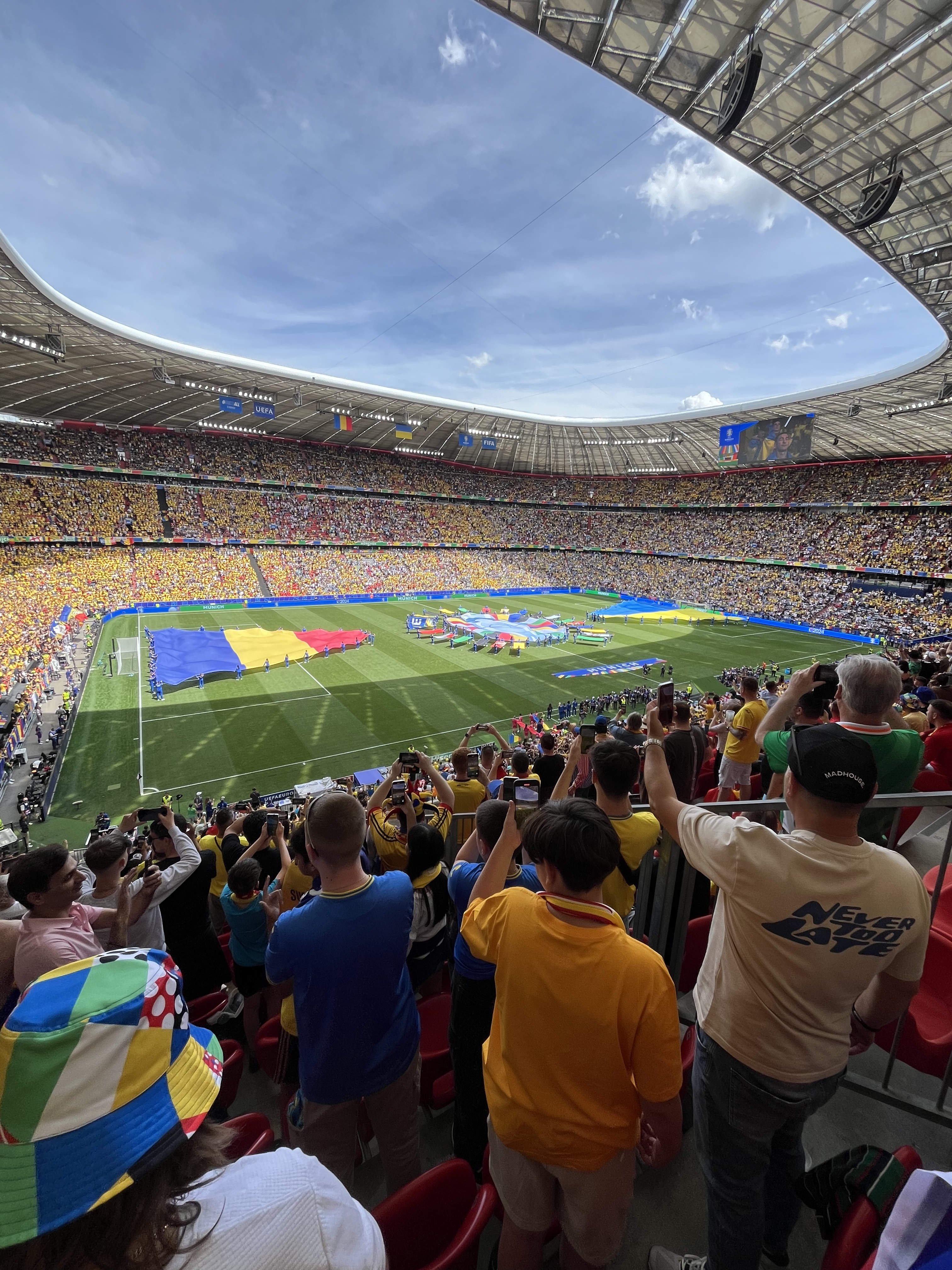
Match inaugural de la première journée de l'Euro 2024 Roumanie/Ukraine

Lors du tournoi final, la Roumanie a été tirée au sort contre la Belgique, la Slovaquie et les voisins ukrainiens dans le groupe E. Lors de la première journée, la Roumanie a rencontré l'Ukraine à Munich, et a obtenu son meilleur résultat dans le tournoi final du Championnat d'Europe : une frappe de Nicolae Stanciu, classée quatrième plus beau but du tournoi, un long tir de Răzvan Marin et une claquette de Denis Drăguș ont donné à la Roumanie une victoire de 3-0 après huit ans d'absence dans un tournoi international. Cette victoire n'était que la deuxième de la Roumanie lors d'un Championnat d'Europe, la première et seule autre étant contre l'Angleterre en 2000 (3-2 avec un but à la dernière minute). À la suite de cette performance, lors de la deuxième journée, la Roumanie a été assommée par Youri Tielemans de la Belgique à la 74e seconde, et malgré une lutte décente, a perdu le match 0-2, Kevin De Bruyne marquant un but controversé dans les dernières minutes.
Les quatre équipes avaient le même nombre de points à la fin de la deuxième journée, trois, mais en raison de la différence de buts globale, la Roumanie était en première position à ce stade, avec trois buts marqués et une différence de +1. Lors de la troisième journée, la Slovaquie et la Roumanie se sont quittées sur un match nul confortable, les deux équipes étant assurées de se qualifier sur ce score, puisque ni l'Ukraine ni la Belgique n'ont réussi à gagner l'autre match. Le tableau étant inchangé par rapport à la deuxième journée, la Roumanie a été couronnée vainqueur du groupe, bien que toutes les équipes aient terminé avec quatre points, grâce à une victoire contre l'Ukraine, quatrième, à une meilleure différence de buts que la Slovaquie, troisième, et à un plus grand nombre de buts marqués que la Belgique, deuxième.
En huitième de finale, la Roumanie est retournée à Munich pour affronter les Pays-Bas. Malgré un bon départ, Cody Gakpo a assommé les Tricolorii à la 20e minute, avant que Donyell Malen n'inscrive un doublé dans les dernières minutes. Malgré la défaite 0-3 contre les Néerlandais et la sortie prématurée du tournoi, la performance de la Roumanie a été saluée par de nombreuses personnalités du monde du football, ce qui constitue un très bon résultat pour le niveau général de l'équipe nationale.
La Roumanie a ensuite obtenu la promotion en Ligue B pour l'édition 2026-2027 de la Ligue des Nations grâce à un bilan parfait de 6 victoires en autant de matchs contre ses 3 adversaires, le Kosovo, Chypre et la Lituanie, dont une victoire à domicile sur tapis vert au retour contre le Kosovo après que les joueurs kosovars aient décidé d'abandonner le match à la suite d'incidents en tribunes.
La Roumanie retombe toutefois dans ses travers observés ces dernières années et hypothèque ses chances de qualification en s'inclinant à domicile dès le début des éliminatoires du Mondial 2026 contre la Bosnie (0-1), son principal concurrent à la 2e place de barragiste derrière les favoris du groupe autrichiens, le 21 mars 2025, alors que les Bosniens restaient sur une série négative ; au terme d'une prestation roumaine décevante face à un adversaire plus agressif offensivement et défensivement et au cours d'une rencontre qui a vu une polémique arbitrale avec un penalty non accordé aux Roumains pour une faute de main bosnienne dans la surface de réparation.

## Infrastructures
L'équipe nationale de Roumanie joue principalement ses matchs à domicile à l'Arena Națională de Bucarest, le plus grand stade du pays, ouvert en 2011 et d'une capacité de 55 600 places. C'est un stade de catégorie 4 et a accueilli la finale de la Ligue Europa 2011-2012 et les matches de l'UEFA Euro 2020.
D'autres matchs, non seulement des matchs amicaux mais aussi des éliminatoires de la Coupe du Monde de la FIFA et du Championnat d'Europe de l'UEFA, ont été disputés ces dernières années dans d'autres lieux tels que le Cluj Arena (Cluj-Napoca), le stade Ion Oblemenco (Craiova), le stade du Steaua (Bucarest), ou des stades plus petits comme le stade Ilie Oană (Ploiești), Dr. Constantin Rădulescu (Cluj-Napoca) et Rapid-Giulești (Bucarest).

Stades de l'équipe nationale roumaine
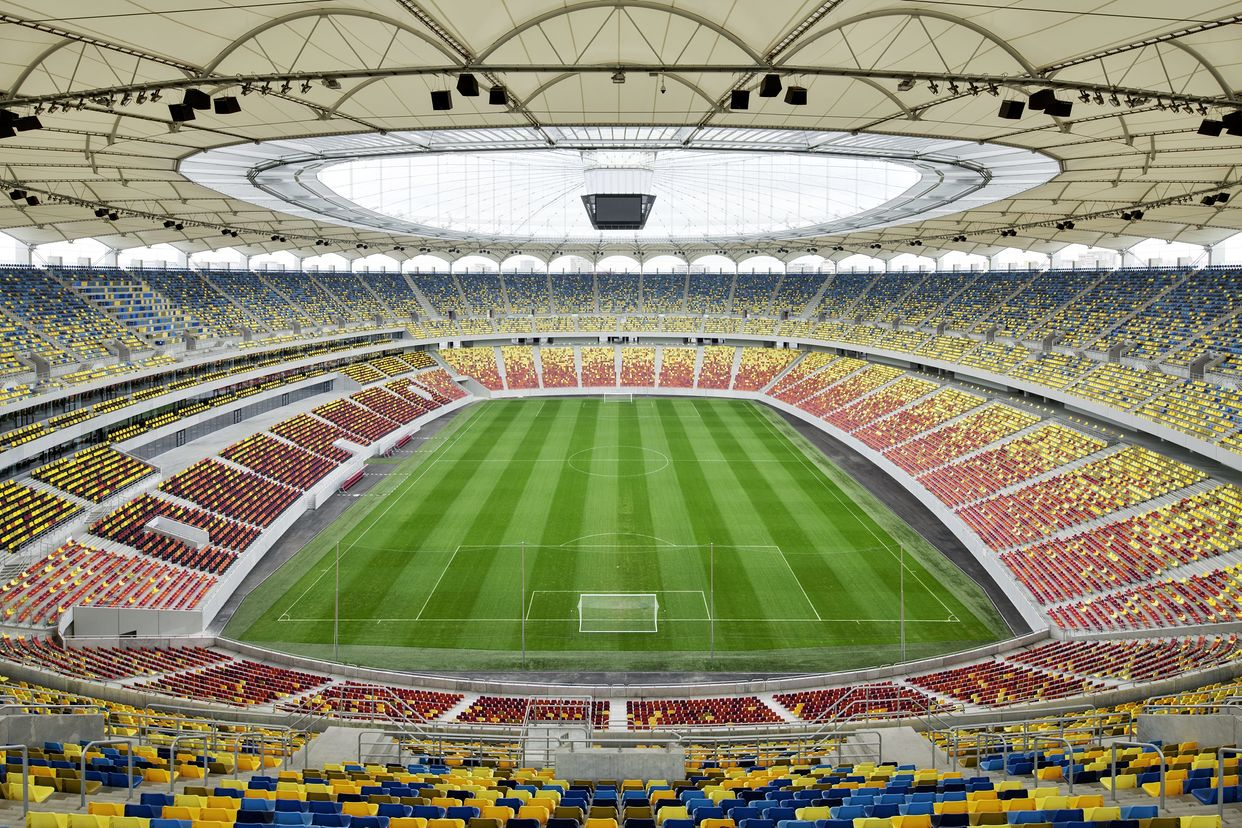
Arena Națională, Bucarest
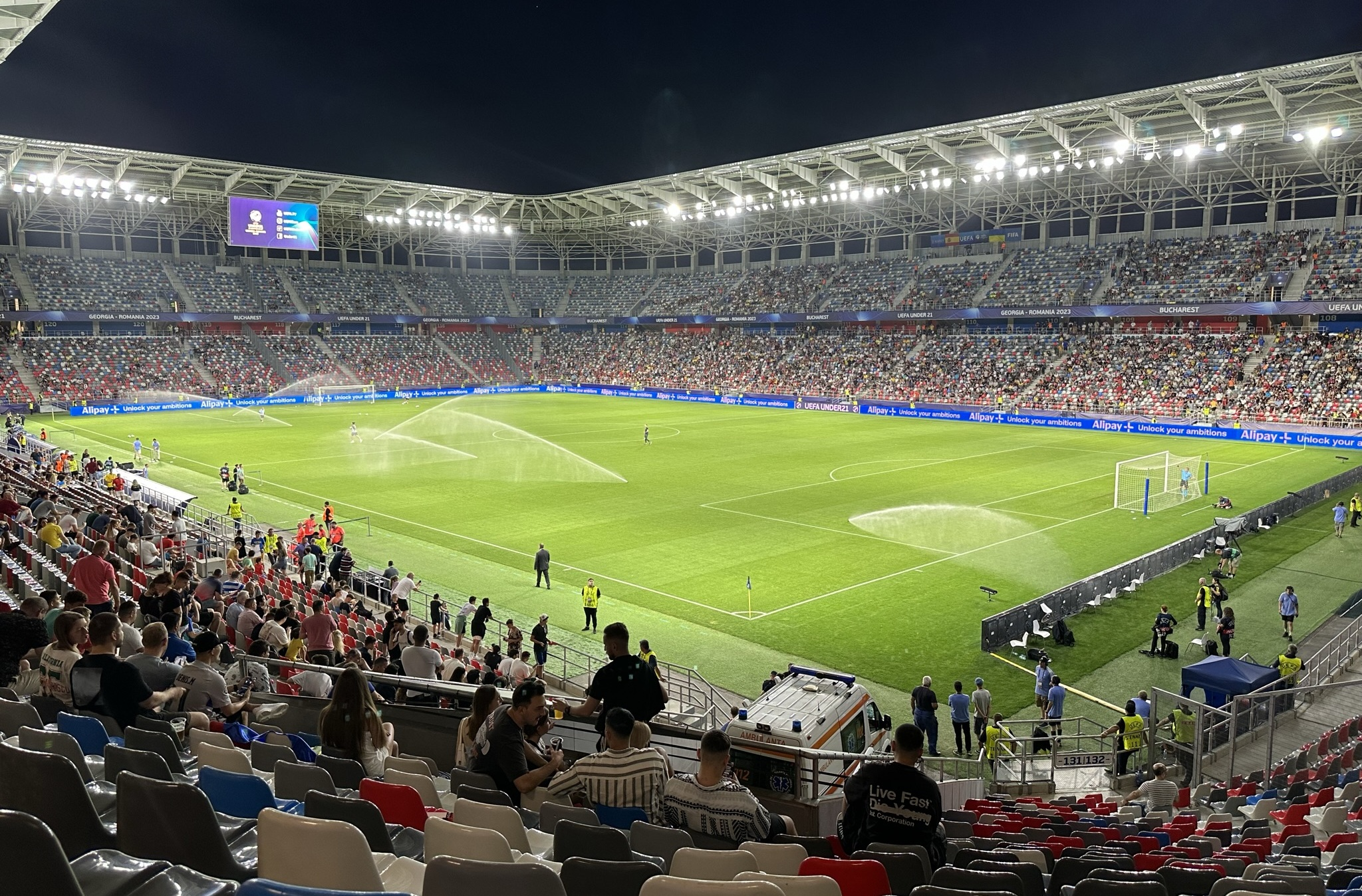
Stade Steaua, Bucarest
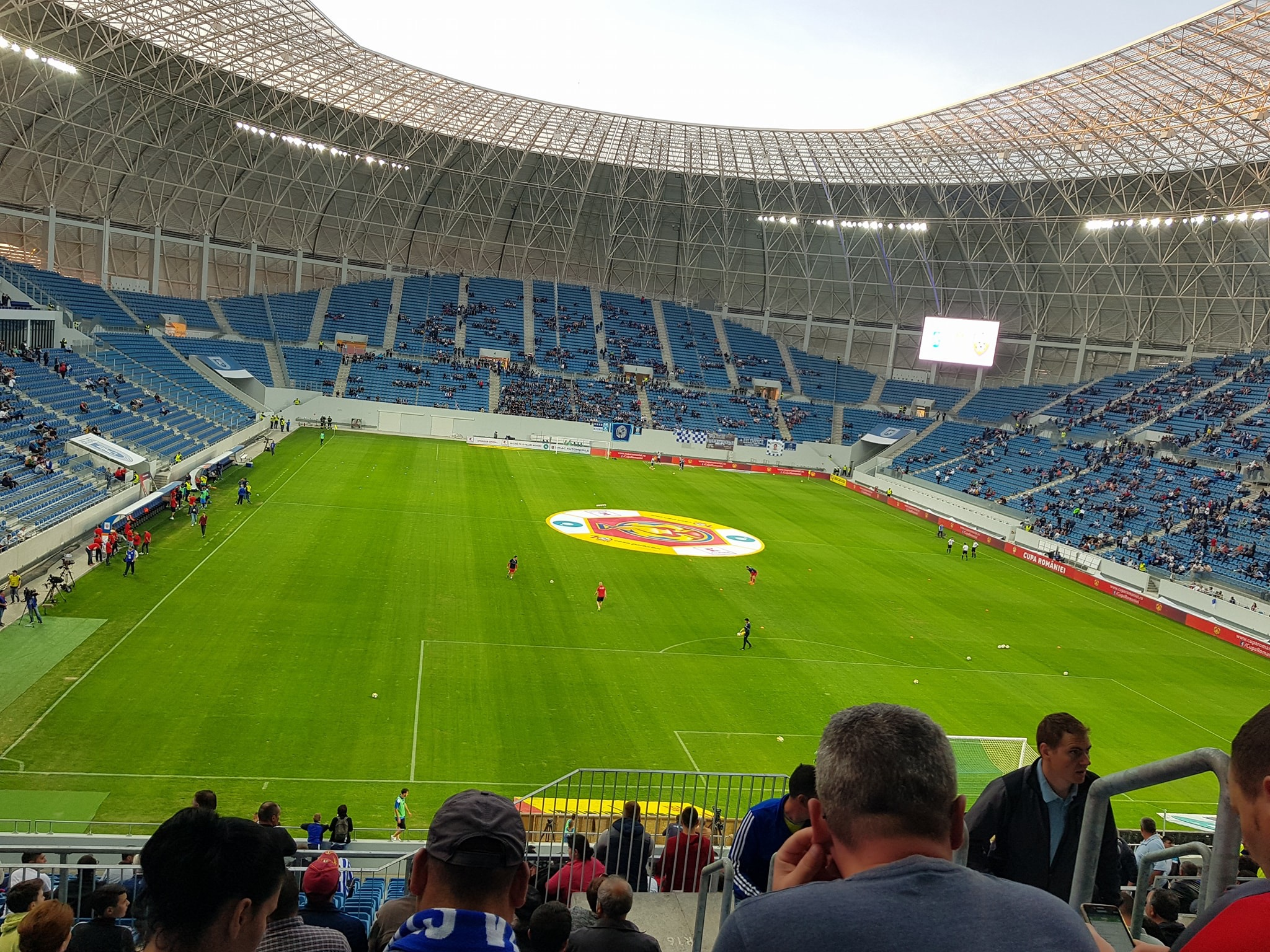
Stade Ion Oblemenco, Craiova
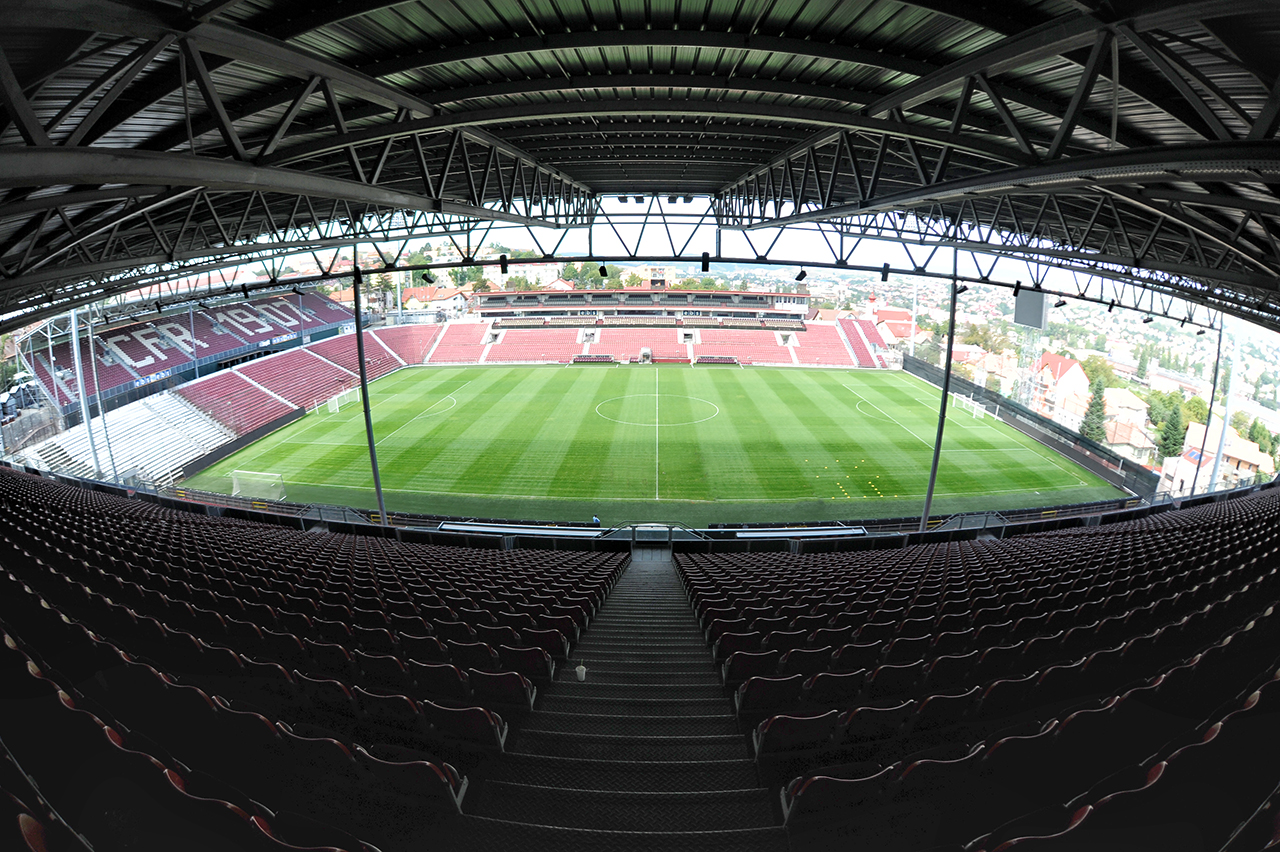
Stade Docteur-Constantin-Rădulescu, Cluj-Napoca

## Composition

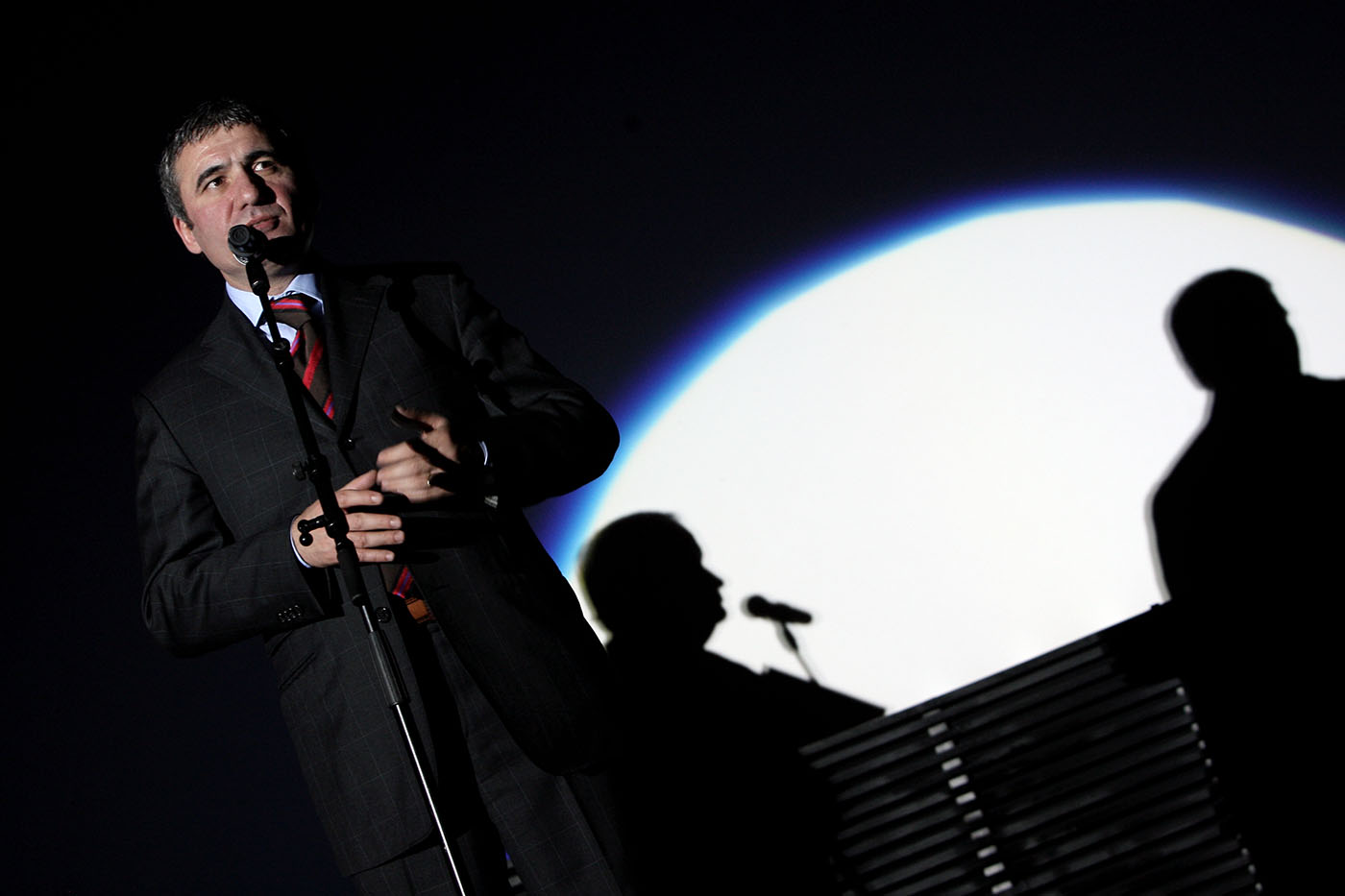
Gheorghe Hagi, le symbole de la génération dorée

### Joueurs

#### Principaux joueurs du passé
- Ioan Andone (D)
- Ilie Balaci (M)
- Gavril Balint (A)
- Iuliu Baratky (A)
- Miodrag Belodedici (D)
- Silviu Bindea (A)
- Iuliu Bodola (A)
- Ladislau Bölöni (M)
- Rodion Cămătaru (A)
- Christian Chivu (D)
- Dan Coe (D)
- Gheorghe Constantin (A)
- Cosmin Contra (D)
- Cornel Dinu (D)
- Ștefan Dobay (A)
- Nicolae Dobrin (M)
- Florea Dumitrache (A)
- Ilie Dumitrescu (A)
- Ion Dumitru (M)
- Constantin Gâlcă (M)
- Ionel Ganea (A)
- Dudu Georgescu (A)
- Gheorghe Hagi (M)
- Adrian Ilie (A)
- Anghel Iordănescu (A)
- Michael Klein (D)
- Marius Lăcătuș (A)
- Mircea Lucescu (A)
- Silviu Lung (G)
- Ioan Lupescu (M)
- Dorin Mateuț (M)
- Viorel Moldovan (A)
- Dorinel Munteanu (M)
- Adrian Mutu (A)
- Florentin Petre (M)
- Dan Petrescu (D)
- Ion Pîrcălab (M)
- Gheorghe Popescu (D)
- Daniel Prodan (D)
- Florin Răducioiu (A)
- Marcel Răducanu (M)
- Mircea Rednic (D)
- Ioan Sabău (M)
- Alexandru Sătmăreanu (D)
- Grațian Sepi (A)
- Costică Ștefănescu (D)
- Bogdan Stelea (G)
- Nicolae Ungureanu (D)

#### Records individuels
| Rang | Sélections | Joueur           | Carrière  | Buts |
| ---- | ---------- | ---------------- | --------- | ---- |
| 1    | 134        | Dorinel Munteanu | 1991-2007 | 16   |
| 2    | 124        | Gheorghe Hagi    | 1983-2000 | 35   |
| 3    | 115        | Gheorghe Popescu | 1988-2003 | 16   |
| 4    | 113        | Răzvan Raț       | 2002-2016 | 2    |
| 5    | 102        | László Bölöni    | 1975-1988 | 23   |
| 6    | 95         | Dan Petrescu     | 1989-2000 | 12   |
| 7    | 91         | Bogdan Stelea    | 1988-2005 | 0    |
| 8    | 89         | Michael Klein    | 1981-1991 | 5    |
| 9    | 86         | Bogdan Lobonț    | 1998-2018 | 0    |
| 10   | 83         | Marius Lăcătuș   | 1981-1991 | 13   |

| Rang | Buts | Joueur            | Carrière  | Sélections | Ratio |
| ---- | ---- | ----------------- | --------- | ---------- | ----- |
| 1    | 35   | Adrian Mutu       | 2000-2013 | 77         | 0,45  |
| 1    | 35   | Gheorghe Hagi     | 1983-2000 | 124        | 0,28  |
| 3    | 31   | Iuliu Bodola      | 1931-1939 | 48         | 0,64  |
| 4    | 25   | Viorel Moldovan   | 1993-2005 | 70         | 0,36  |
| 4    | 25   | Ciprian Marica    | 2003-2014 | 72         | 0,35  |
| 6    | 23   | László Bölöni     | 1975-1988 | 102        | 0,23  |
| 7    | 21   | Dudu Georgescu    | 1973-1984 | 40         | 0,52  |
| 7    | 21   | Florin Răducioiu  | 1990-1996 | 40         | 0,52  |
| 7    | 21   | Anghel Iordănescu | 1971-1981 | 57         | 0,37  |
| 7    | 21   | Rodion Cămătaru   | 1978-1990 | 73         | 0,29  |

#### Équipe actuelle
Les 25 joueurs suivants ont été nommés dans l'équipe pour les matchs de Ligue des nations 2024-25 contre Chypre et la Lituanie les 12 et 15 octobre 2024 respectivement.
Sélections et buts actualisés après le match contre la Lituanie le 15 octobre 2024.

### Sélectionneurs
- Teofil Moraru 1922-1923
- Costel Rădulescu 1923
- Adrian Suciu 1923-1924
- Teofil Moraru 1924-1928
- Costel Rădulescu 1928-1934
- Josef Uridil 1934
- Alexandru Săvulescu 1934-1935
- Costel Rădulescu 1935-1938
- Alexandru Săvulescu 1938
- Liviu Iuga 1938-1939
- Virgil Economu 1939-1940
- Liviu Iuga 1940
- Virgil Economu 1941-1942
- Ion Lăpușneanu 1942-1943
- Emerich Vogl 1942-1943
- Coloman Braun-Bogdan 1945
- Virgil Economu 1946
- Colea Vâlcov 1947
- Emerich Vogl 1947
- Francisc Rónnay 1947
- Emerich Vogl 1947
- Colea Vâlcov 1948
- Petre Steinbach 1948
- Iuliu Baratky 1948
- Emerich Vogl 1948
- Colea Vâlcov 1949
- Emerich Vogl 1949
- Ion Mihăilescu 1949
- Gheorghe Albu 1950
- Volodea Vâlcov 1950
- Emerich Vogl 1950-1951
- Gheorghe Popescu I 1951-1957
- Augustin Botescu 1958-1960
- Gheorghe Popescu I 1961
- Constantin Teașcă 1962
- Gheorghe Popescu I 1962
- Silviu Ploeșteanu 1962-1964
- Valentin Stănescu 1964
- Silviu Ploeșteanu 1964
- Ilie Oană 1965-1966
- Valentin Stănescu 1967
- Ilie Oană 1967
- Angelo Niculescu 1967
- Constantin Teașcă 1967
- Angelo Niculescu 1967-1970
- Valentin Stănescu 1971
- Angelo Niculescu 1971
- Valentin Stănescu 1971
- Angelo Niculescu 1971
- Valentin Stănescu 1971
- Angelo Niculescu 1971
- Gheorghe Ola 1972
- Angelo Niculescu 1972
- Gheorghe Ola 1972
- Angelo Niculescu 1972
- Gheorghe Ola 1972
- Valentin Stănescu 1973-1975
- Cornel Drăgușin 1975
- Ștefan Kovács 1976-1979
- Florin Halagian 1979
- Constantin Cernăianu 1979
- Ștefan Kovács 1980
- Valentin Stănescu 1980-1981
- Mircea Lucescu 1981-1986
- Emeric Jenei 1986-1990
- Gheorghe Constantin 1990
- Mircea Rădulescu 1990-1992
- Cornel Dinu 1992-1993
- Anghel Iordănescu 1993-1998
- Victor Pițurcă 1998-1999
- Emeric Jenei 2000
- László Bölöni 2000-2001
- Gheorghe Hagi 2001-2002
- Anghel Iordănescu 2002-2004
- Victor Pițurcă 2005-2009
- Răzvan Lucescu 2009-2011
- Victor Pițurcă 2011-2014[9]
- Anghel Iordănescu 2014-2016[10]
- Christoph Daum 2016-2017
- Cosmin Contra 2017-2019
- Mirel Rădoi 2019-2022
- Edward Iordănescu 2022-juil. 2024
- Mircea Lucescu août 2024-

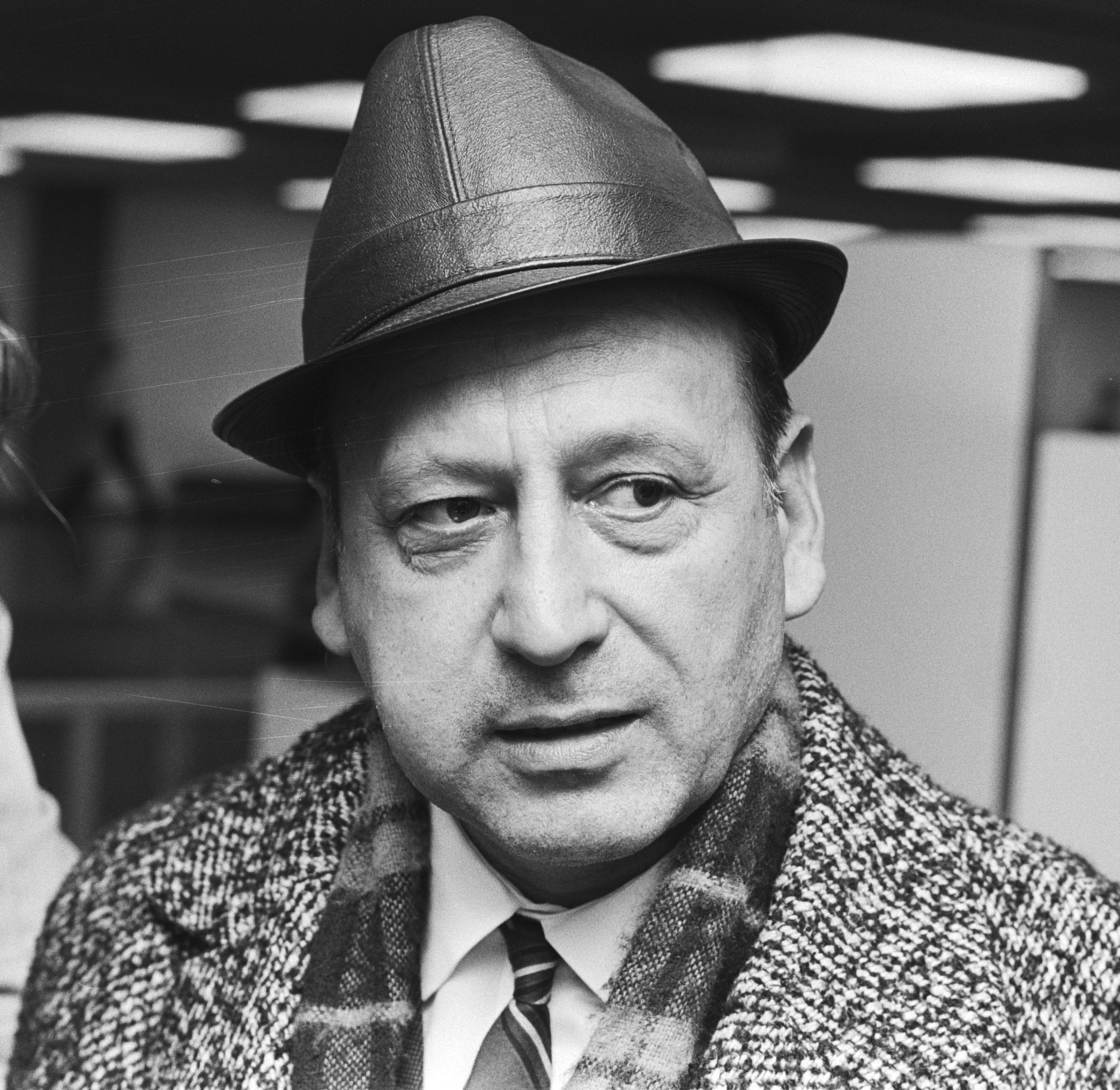
Angelo Niculescu
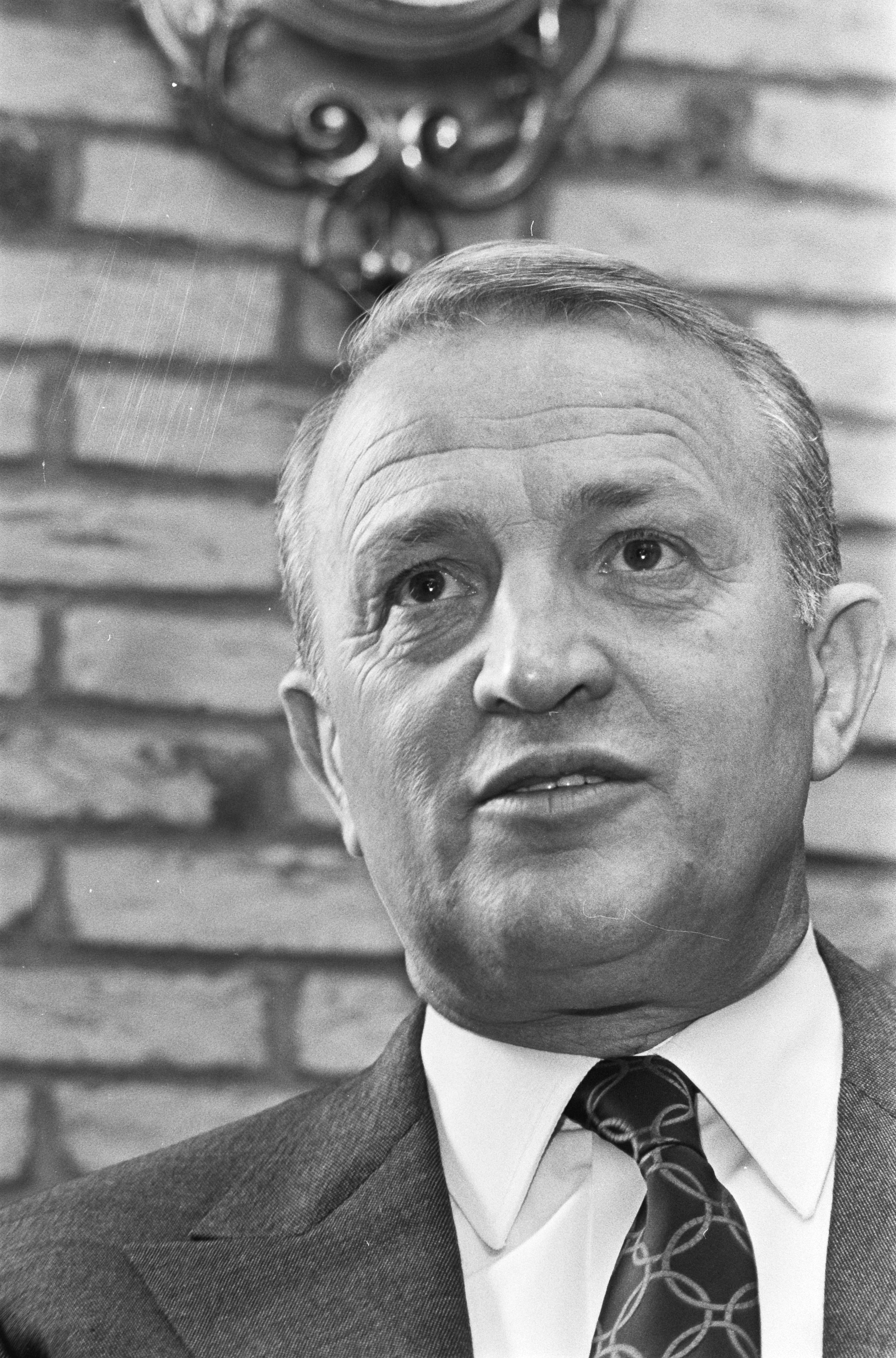
Ștefan Kovacs
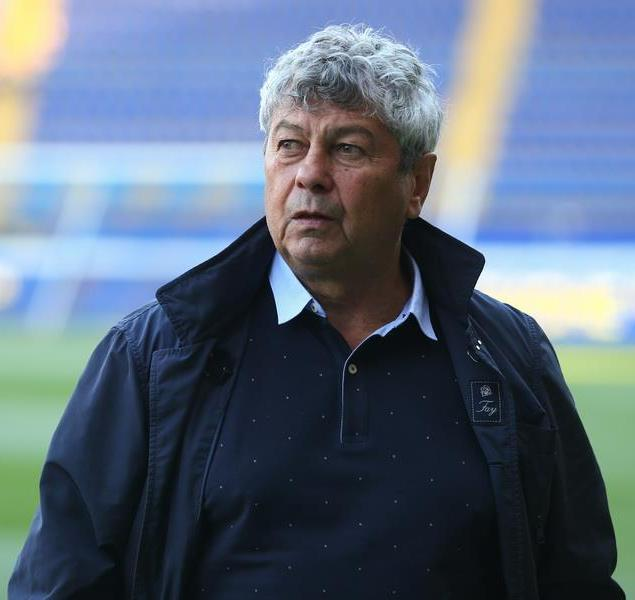
Mircea Lucescu
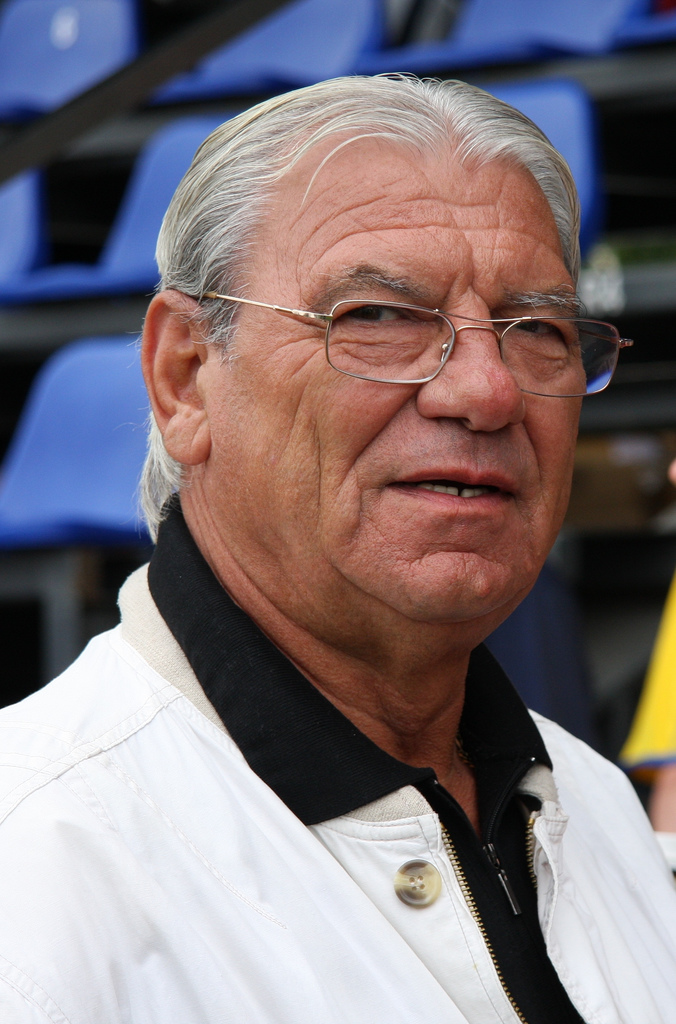
Emeric Jenei
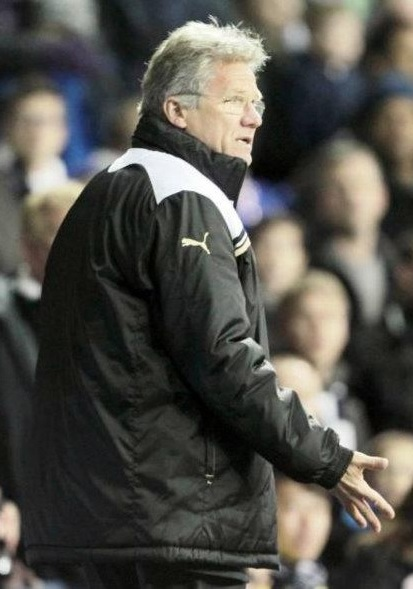
László Bölöni
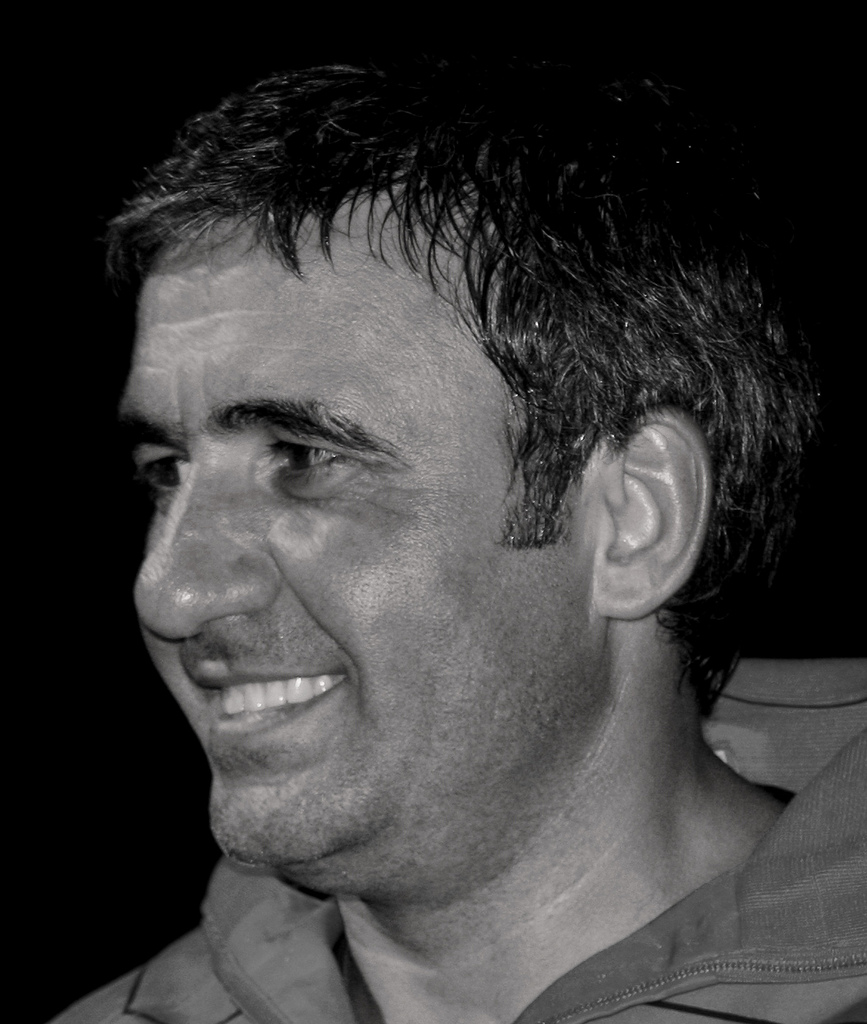
Gheorghe Hagi
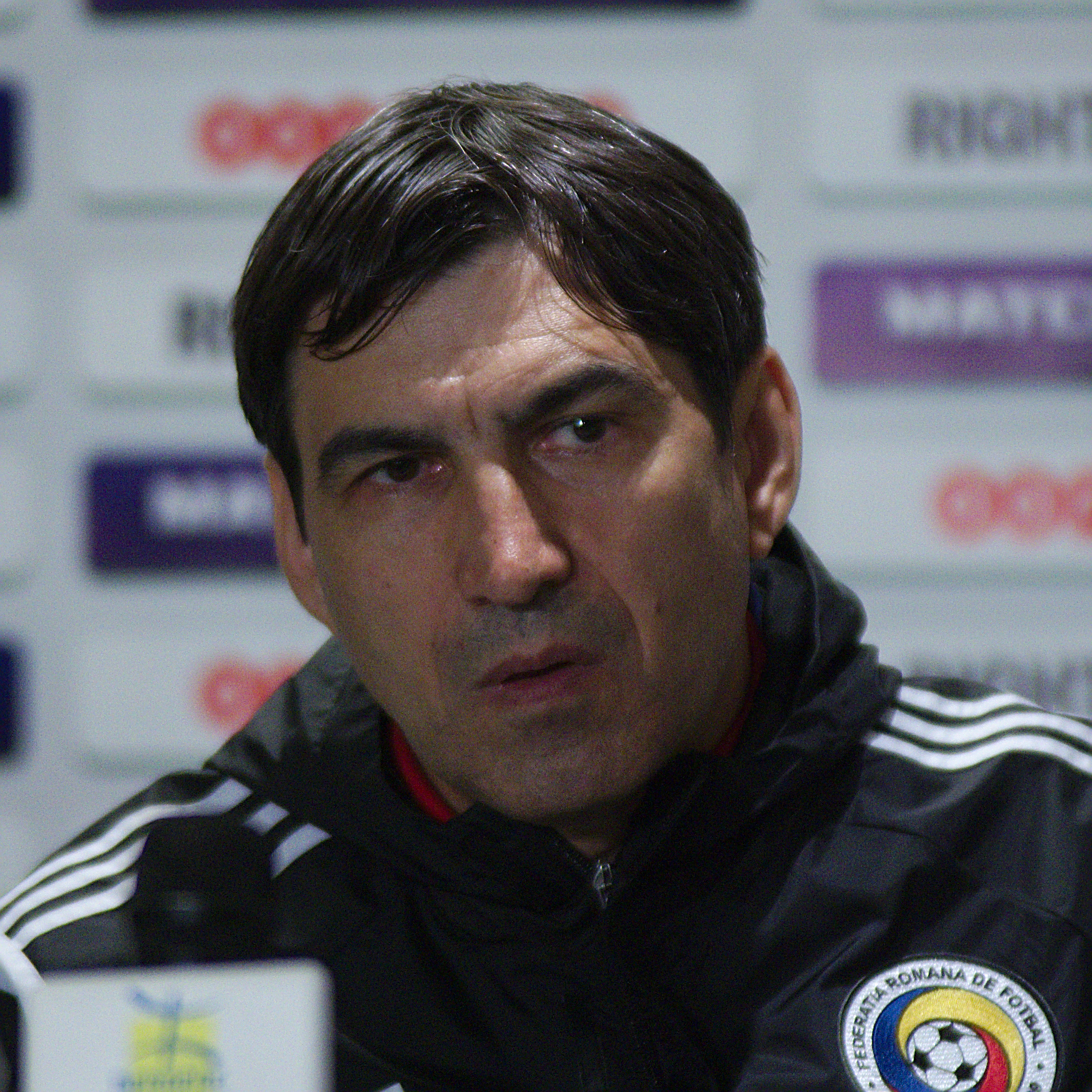
Victor Pițurcă
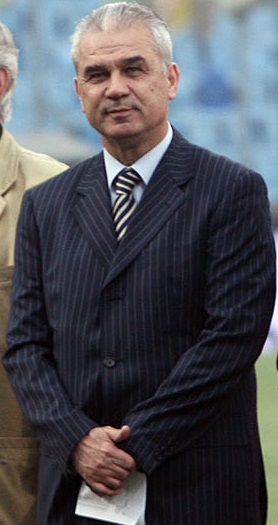
Anghel Iordănescu
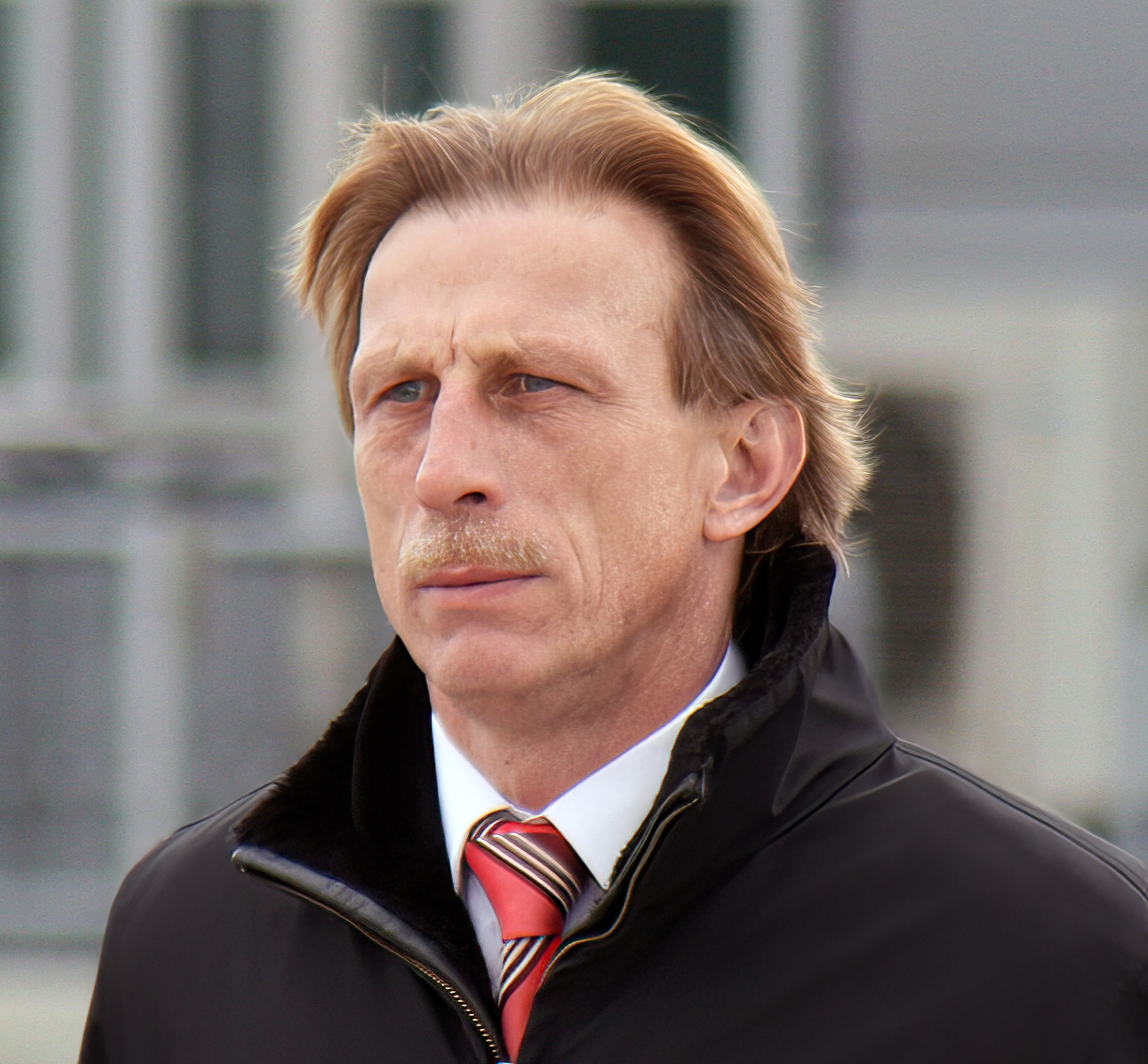
Christoph Daum

## Résultats

### Palmarès
Le tableau suivant liste le palmarès de l’équipe de Roumanie de football dans les différentes compétitions internationales officielles.
| Coupe du monde                                                                                         | Compétitions continentales                                                              | Jeux olympiques | Tournois internationaux |
| --- | --------------------------------------------------------------------------------------- | --- | --- |
| - Coupe du monde (7 participations) : - Quarts-de-finale : 1994. - Huitièmes de finale : 1990 et 1998. | - Championnat d'Europe (6 participations au tournoi final) : - Quarts-de-finale : 2000. | - Jeux olympiques (2 participations comptabilisées par la FIFA, 3 incluant les JO post-1960) : - Quarts-de-finale : 1964 (non reconnu par la FIFA). - Huitièmes-de-finale : 1924 (reconnu par la FIFA). | - Coupe des Balkans - Vainqueur : 1929/1931, 1933, 1936 et 1977/1980. - Coupe Mohammed V - Vainqueur : 1977. - Tournoi de Paris - Vainqueur : 1983. |

### Parcours en Coupe du monde
L’équipe roumaine a participé à sept reprises (sur vingt-et-une possibles) à la phase finale de la Coupe du monde. La Roumanie réussit sa meilleure performance en 1994 en atteignant les quarts de finale de la compétition. En 1990 et 1998, la Roumanie atteint les huitièmes de finale. La Roumanie s'est qualifié cinq fois sur le terrain pour la phase finale, en 1930 elle répond à une invitation, en 1938 elle bénéficie du forfait de l'Égypte pour se qualifier.
| Année | Position           |      | Année              | Position |                       | Année | Position |
| 1930  | 1er tour           | 1974 | Non qualifiée      | 2010     | Non qualifiée         |       |          |
| 1934  | Huitième de finale | 1978 | Non qualifiée      | 2014     | Non qualifiée         |       |          |
| 1938  | Huitième de finale | 1982 | Non qualifiée      | 2018     | Non qualifiée         |       |          |
| 1950  | Non inscrite       | 1986 | Non qualifiée      | 2022     | Non qualifiée         |       |          |
| 1954  | Non qualifiée      | 1990 | Huitième de finale | 2026     | Éliminatoire en cours |       |          |
| 1958  | Non qualifiée      | 1994 | Quart de finale    | 2030     | À venir               |       |          |
| 1962  | Non qualifiée      | 1998 | Huitième de finale | 2034     | À venir               |       |          |
| 1966  | Non qualifiée      | 2002 | Non qualifiée      |          |                       |       |          |
| 1970  | 1er tour           | 2006 | Non qualifiée      |          |                       |       |          |

### Parcours en Championnat d'Europe
Entre 1960 et 2024, la sélection roumaine s'est qualifiée 6 fois sur 17 à une phase finale de Championnat d'Europe. La sélection roumaine dispute son premier match de qualification le 2 novembre 1958 face à la Turquie. La Roumanie a atteint les quarts de finale du Championnat d'Europe à quatre reprises, en 1960 et 1972 par matchs aller-retour hors tournoi, en 1984 (tournoi à huit, phase de groupes du 1er tour) et enfin en 2000 (tournoi à seize). Cette dernière performance est généralement considérée comme la meilleure car elle a été obtenue après avoir franchi le premier tour de la phase finale. Lors de ses autres participations elle n'a passé le premier tour qu'à une seule reprise, en 2024 où elle atteint les 1/8e de finale ; tandis qu'elle échoue dès les phases de poule (à un échelon inférieur), en 1996, 2008 et 2016.
| Année | Position         |      | Année           | Position |                    | Année | Position |
| 1960  | Quarts de finale | 1988 | Non qualifiée   | 2016     | 1er tour           |       |          |
| 1964  | Non qualifiée    | 1992 | Non qualifiée   | 2020     | Non qualifiée      |       |          |
| 1968  | Non qualifiée    | 1996 | 1er tour        | 2024     | Huitième de finale |       |          |
| 1972  | Quarts de finale | 2000 | Quart de finale | 2028     | À venir            |       |          |
| 1976  | Non qualifiée    | 2004 | Non qualifiée   | 2032     | À venir            |       |          |
| 1980  | Non qualifiée    | 2008 | 1er tour        |          |                    |       |          |
| 1984  | 1er tour         | 2012 | Non qualifiée   |          |                    |       |          |

### Parcours enLigue des nations
| Édition   | Ligue | Phase de Groupe | Phase de Groupe | Phase de Groupe | Phase de Groupe | Phase de Groupe | Phase de Groupe | Phase de Groupe | Phase finale | Phase finale | Phase finale | Phase finale | Phase finale | Phase finale | Phase finale | Phase finale |
| Édition   | Ligue | Class.          | M               | V               | N               | D               | bp              | bc              | Pays hôte    | Résultat     | M            | V            | N            | D            | bp           | bc           |
| --------- | ----- | --------------- | --------------- | --------------- | --------------- | --------------- | --------------- | --------------- | ------------ | ------------ | ------------ | ------------ | ------------ | ------------ | ------------ | ------------ |
| 2018-2019 | C     | 2/4             | 6               | 3               | 3               | 0               | 8               | 3               | 2019         | Inéligible   | Inéligible   | Inéligible   | Inéligible   | Inéligible   | Inéligible   | Inéligible   |
| 2020-2021 | B     | 3/4             | 6               | 2               | 2               | 2               | 11              | 9               | 2021         | Inéligible   | Inéligible   | Inéligible   | Inéligible   | Inéligible   | Inéligible   | Inéligible   |
| 2022-2023 | B     | 4/4             | 6               | 2               | 1               | 3               | 6               | 8               | 2023         | Inéligible   | Inéligible   | Inéligible   | Inéligible   | Inéligible   | Inéligible   | Inéligible   |
| 2024-2025 | C     | 1/4             | 6               | 6               | 0               | 0               | 18              | 3               | 2025         | Inéligible   | Inéligible   | Inéligible   | Inéligible   | Inéligible   | Inéligible   | Inéligible   |
| Total     | Total | Total           | 24              | 13              | 6               | 5               | 43              | 23              | Total        | Total        | 0            | 0            | 0            | 0            | 0            | 0            |

### Parcours auxJeux olympiques d'été
L’équipe roumaine A a participé trois fois aux Jeux olympiques d'été. En 1999, la FIFA décide que les matchs de football disputés dans le cadre des Jeux olympiques à partir des Jeux olympiques de Rome de 1960 ne comptent pas comme sélection nationale en équipe A, à partir de 1992, les phases finales des Jeux olympiques sont disputés par les sélections des moins de 23 ans. La Roumanie a réussi sa meilleure performance en atteignant les quarts-de-finale en 1964.
| Année          | Position           |      | Année           | Position    |                                  | Année | Position |
| De 1908 à 1920 | Non inscrite       | 1956 | Forfait         | 1980        | Non participante                 |       |          |
| 1924           | Huitième de finale | 1960 | Non qualifiée   | 1984        | Non participante                 |       |          |
| 1928           | Non participante   | 1964 | Quart de finale | 1988        | Non participante                 |       |          |
| 1936           | Non participante   | 1968 | Non qualifiée   | Depuis 1992 | Compétition disputée par les U23 |       |          |
| 1948           | Non participante   | 1972 | Non qualifiée   |             |                                  |       |          |
| 1952           | Tour préliminaire  | 1976 | Non inscrite    |             |                                  |       |          |

### Parcours en compétitions amicales
Au cours de son histoire, la sélection roumaine a disputé diverses compétition amicales. Dans le cadre de ces tournois, seul les matchs entre sélections nationales A sont reconnus officiellement par la FIFA.
Entre 1922 et 1940, la Roumanie dispute à onze reprises la Coupe de l'Amitié, la compétition est disputée entre les royaumes de Roumanie et de Yougoslavie, la rencontre est disputée en alternance dans chacun des pays. La Roumanie a remporté cinq fois la compétition, la Yougoslavie dispose d'un meilleur bilan avec six succès. La Roumanie participe à onze des douze éditions de la Coupe des Balkans des nations, une compétition de football réservée aux sélections nationales des Balkans, organisées entre 1929 et 1980. Elle remporte le trophée à quatre reprises, l'édition inaugurale en 1929-1931, en 1933, en 1936 ainsi que l'ultime édition en 1977-1980, avec ces quatre succès, la Roumanie dispose du meilleur bilan dans l'épreuve.
| Année | Class.   | M  | V | N | D | bp | bc |
| ----- | -------- | -- | - | - | - | -- | -- |
| 1922  | 1er      | 1  | 1 | 0 | 0 | 2  | 1  |
| 1923  | 2e       | 1  | 0 | 0 | 1 | 1  | 2  |
| 1926  | 1er      | 1  | 1 | 0 | 0 | 3  | 2  |
| 1927  | 2e       | 1  | 0 | 0 | 1 | 0  | 3  |
| 1928  | 2e       | 1  | 0 | 0 | 1 | 1  | 3  |
| 1929  | 2e       | 1  | 0 | 0 | 1 | 2  | 3  |
| 1930  | 2e       | 1  | 0 | 0 | 1 | 1  | 2  |
| 1936  | 1er      | 1  | 1 | 0 | 0 | 3  | 2  |
| 1937  | 2e       | 1  | 0 | 0 | 1 | 1  | 2  |
| 1939  | 1er      | 1  | 1 | 0 | 0 | 1  | 0  |
| 1940  | 1er      | 1  | 1 | 0 | 0 | 2  | 1  |
| Total | 5 titres | 11 | 5 | 0 | 6 | 17 | 21 |

| Année                           | Class.      | M           | V           | N           | D           | bp          | bc          |
| ------------------------------- | ----------- | ----------- | ----------- | ----------- | ----------- | ----------- | ----------- |
| 1929-1931                       | 1re         | 6           | 5           | 0           | 1           | 26          | 13          |
| 1931                            | Non invitée | Non invitée | Non invitée | Non invitée | Non invitée | Non invitée | Non invitée |
| 1932                            | 3e          | 3           | 1           | 0           | 2           | 4           | 5           |
| 1933                            | 1re         | 3           | 3           | 0           | 0           | 13          | 0           |
| 1934-1935                       | 3e          | 3           | 1           | 1           | 1           | 5           | 8           |
| 1935                            | 4e          | 3           | 0           | 1           | 2           | 2           | 8           |
| 1936                            | 1re         | 2           | 2           | 0           | 0           | 9           | 3           |
| 1946                            | 3e          | 3           | 1           | 1           | 1           | 4           | 4           |
| 1947                            | 3e          | 4           | 2           | 0           | 2           | 8           | 8           |
| 1948 (Compétition non terminée) | -           | 6           | 2           | 1           | 3           | 6           | 18          |
| 1973-1976                       | 2e          | 4           | 2           | 1           | 1           | 7           | 5           |
| 1977-1980                       | 1re         | 6           | 3           | 2           | 1           | 12          | 5           |
| Total                           | 4 titres    | 42          | 22          | 7           | 14          | 96          | 77          |

Entre 1931 et 1934, la Roumanie dispute la seconde édition de la Coupe internationale européenne Amateur, compétition amateur équivalente de la Coupe internationale européenne, les Roumains remportent la compétition avec quatre succès, un nul et une défaite, devançant la Hongrie,. Entre 1937 et 1938, la Roumanie dispute la Coupe Edvard Beneš, la « Coupe des Pays voisins », comme elle est surnommée, elle termine la compétition à la troisième et dernière place derrière la Tchécoslovaquie et la Yougoslavie. Entre 1940 et 1941, la Roumanie dispute la Coupe du Danube, tournoi triangulaire avec la Hongrie et la Yougoslavie, au moment de l'interruption du tournoi, la Roumanie est devancée par la Hongrie,. En 1980, la Roumanie se déplace en Colombie pour disputer le Triangular de Oro, la Roumanie prend la seconde place derrière la Hongrie B et devant la sélection olympique de Colombie. En 1983 participe au Tournoi de Paris, après leur succès en demi-finale face au club brésilien de Botafogo les Roumains remportent le trophée en disposant du Paris Saint-Germain.
| Année     | Class.      | M           | V           | N           | D           | bp          | bc          |
| --------- | ----------- | ----------- | ----------- | ----------- | ----------- | ----------- | ----------- |
| 1929-1930 | Non invitée | Non invitée | Non invitée | Non invitée | Non invitée | Non invitée | Non invitée |
| 1931-1934 | 1er         | 6           | 4           | 1           | 1           | 16          | 9           |
| Total     | 1 titre     | 6           | 4           | 1           | 1           | 16          | 9           |

| Année     | Class.  | M | V | N | D | bp | bc |
| --------- | ------- | - | - | - | - | -- | -- |
| 1937-1938 | 3e      | 4 | 0 | 2 | 2 | 4  | 4  |
| Total     | 0 titre | 4 | 0 | 2 | 2 | 4  | 4  |

| Année                                | Class.  | M | V | N | D | bp | bc |
| ------------------------------------ | ------- | - | - | - | - | -- | -- |
| 1940-1941 (Compétition non terminée) | -       | 3 | 1 | 1 | 1 | 5  | 6  |
| Total                                | 0 titre | 3 | 1 | 1 | 1 | 5  | 6  |

| Année | Class.  | M | V | N | D | bp | bc |
| ----- | ------- | - | - | - | - | -- | -- |
| 1980  | 2e      | 2 | 0 | 2 | 0 | 2  | 2  |
| Total | 0 titre | 2 | 0 | 2 | 0 | 2  | 2  |

| Année | Class.  | M | V | N | D | bp | bc |
| ----- | ------- | - | - | - | - | -- | -- |
| 1983  | 1re     | 2 | 2 | 0 | 0 | 2  | 0  |
| Total | 1 titre | 2 | 2 | 0 | 0 | 2  | 0  |

En février 1988, les Roumains disputent le Tournoi d'Israël, le tournoi est remporté par la Pologne, les Roumains, deuxième du tournoi, devançant l'hôte israélien. En 1996, la Roumanie prend part à la King's Cup, compétition disputée en Thaïlande, la Roumanie remporte la phase de groupe devant ses trois adversaires, le Danemark, la Thaïlande et la Finlande, avant de remporter la finale face au Danemark. L'année suivante, la Roumanie dispute de nouveau la compétition, avec un match nul et deux défaites, les Roumains prennent la dernière place du groupe, lors du match de classement, ils s'inclinent face au Japon. Entre 2000 et 2006, la Roumanie participe à cinq reprises au Tournoi de Chypre, la Roumanie remporte trois fois le tournoi, en 2001, 2004 et 2006, la Roumanie prend également par deux fois la seconde place de la compétition, lors de sa première participation en 2000 puis en 2003.
| Année | Class.      | M           | V           | N           | D           | bp          | bc          |
| ----- | ----------- | ----------- | ----------- | ----------- | ----------- | ----------- | ----------- |
| 1988  | 2e          | 2           | 1           | 1           | 0           | 4           | 2           |
| 1999  | Non invitée | Non invitée | Non invitée | Non invitée | Non invitée | Non invitée | Non invitée |
| Total | 0 titre     | 2           | 1           | 1           | 0           | 4           | 2           |

| Année | Class.  | M | V | N | D | bp | bc |
| ----- | ------- | - | - | - | - | -- | -- |
| 1996  | 1er     | 4 | 2 | 2 | 0 | 8  | 4  |
| 1997  | 4e      | 3 | 0 | 1 | 2 | 1  | 4  |
| Total | 1 titre | 7 | 2 | 3 | 2 | 9  | 8  |

| Année      | Class.      | M           | V           | N           | D           | bp          | bc          |
| ---------- | ----------- | ----------- | ----------- | ----------- | ----------- | ----------- | ----------- |
| 1997-1999  | Non invitée | Non invitée | Non invitée | Non invitée | Non invitée | Non invitée | Non invitée |
| 2000       | 2e          | 3           | 1           | 1           | 1           | 5           | 4           |
| 2001       | 1er         | 2           | 2           | 0           | 0           | 4           | 0           |
| 2002       | Non invitée | Non invitée | Non invitée | Non invitée | Non invitée | Non invitée | Non invitée |
| 2003       | 2e          | 2           | 1           | 0           | 1           | 4           | 5           |
| 2004       | 1er         | 3           | 3           | 0           | 0           | 8           | 0           |
| 2005-2006A | Non invitée | Non invitée | Non invitée | Non invitée | Non invitée | Non invitée | Non invitée |
| 2006B      | 1er         | 2           | 2           | 0           | 0           | 4           | 0           |
| 2007-2009  | Non invitée | Non invitée | Non invitée | Non invitée | Non invitée | Non invitée | Non invitée |
| Total      | 3 titres    | 12          | 9           | 1           | 2           | 25          | 9           |

## Statistiques
Du 8 juin 1922 au 17 novembre 2015, l'équipe roumaine a joué 663 matchs pour un bilan de 296 victoires, 169 matchs nuls et 198 défaites. Elle a marqué 1 100 buts et en a encaissé 848,.

### Nations rencontrées
La sélection roumaine, grâce à ses sept participations en Coupe du monde et de nombreux matchs amicaux joués à travers le monde, a rencontré quatre-vingt-sept autres équipes nationales,. Elle a joué sur la plupart des continents à l'exception de l’Océanie, en Amérique avec trois Coupes du monde disputées sur le continent américain (en 1930 en Uruguay, puis en 1970 au Mexique et en 1994 aux États-Unis), en Asie (pour les Jeux olympiques 1964 au Japon) et en Afrique (à partir de 1962 à Casablanca contre les Lions de l'Atlas).
La Roumanie a affronté de nombreuses nations européennes ainsi que la quasi-totalité des nations sud-américaines (à l'exception du Venezuela), les rencontres contre des sélections africaines et asiatiques sont moins fréquentes, seulement vingt face aux nations africaines, dont six face à l'Égypte et 19 contre des nations asiatiques. Elle n'a également rencontré que 5 nations de la zone Amérique du Nord-centrale-Caraïbes : Cuba, le Honduras, le Mexique, les États-Unis et Trinité-et-Tobago, et une seule nation d'Océanie, l'Australie.
Les Roumains peinent depuis quelques années à remporter des succès face aux plus grandes nations mondiales. Ils ont néanmoins réussi quelques performances, face aux Pays-Bas en éliminatoires de l'Euro 2008 mais aussi à l'occasion de matchs amicaux remportés contre l'Allemagne en 2004 et l'Espagne en 2006.

### Adversaires les plus fréquents
L'équipe roumaine a joué au moins 15 matchs officiellement comptabilisés par la FIFA contre 17 équipes, toutes européennes. Elle a un bilan positif contre 8 d'entre elles, la Grèce, la Pologne, la Bulgarie, la Turquie, Israël, la Norvège, la Suisse et l'Albanie et un bilan négatif face à la Yougoslavie plus la Serbie, la Tchécoslovaquie plus la Tchéquie, la Hongrie, l'Espagne, l'Italie, l'Allemagne de l'Est, l'Allemagne, les Pays-Bas et la France.
L'adversaire le plus fréquent de la Roumanie est la Yougoslavie, affrontée à 39 reprises depuis 1922, les deux équipes se sont affrontées à de nombreuses reprises, notamment onze fois dans le cadre de la Coupe de l'Amitié, elles se sont également rencontrées en éliminatoires de la Coupe du monde (en 1934, 1958 et 1978) et du Championnat d'Europe (en 1980), la Roumanie a également affronté quatre fois la Serbie successeur de la Yougoslavie.
| Adversaire                | Joués | Victoires | Matchs nuls | Défaites | Buts pour | Buts contre | Différence |
| ------------------------- | ----- | --------- | ----------- | -------- | --------- | ----------- | ---------- |
| Yougoslavie Serbie        | 46    | 19        | 7           | 20       | 69        | 77          | -8         |
| Pologne,                  | 36    | 14        | 15          | 7        | 56        | 57          | -1         |
| Grèce                     | 35    | 18        | 10          | 7        | 70        | 36          | +34        |
| Bulgarie,                 | 34    | 18        | 7           | 9        | 75        | 52          | +23        |
| Tchécoslovaquie Tchéquie, | 32    | 7         | 7           | 18       | 37        | 66          | -29        |
| Turquie                   | 26    | 14        | 7           | 5        | 49        | 24          | +25        |
| Hongrie,                  | 24    | 6         | 8           | 10       | 28        | 46          | -18        |
| Israël                    | 24    | 12        | 7           | 5        | 36        | 24          | +12        |
| Espagne                   | 18    | 5         | 6           | 7        | 19        | 28          | -9         |
| Albanie,                  | 17    | 11        | 3           | 3        | 41        | 10          | +31        |
| Italie                    | 17    | 2         | 5           | 10       | 14        | 28          | -14        |
| Allemagne de l'Est        | 16    | 5         | 3           | 8        | 23        | 29          | -6         |
| France                    | 16    | 3         | 5           | 8        | 16        | 21          | -5         |
| Allemagne,                | 15    | 2         | 3           | 10       | 19        | 41          | -22        |
| Norvège                   | 15    | 5         | 7           | 3        | 17        | 14          | +3         |
| Pays-Bas                  | 15    | 1         | 3           | 11       | 3         | 32          | -29        |
| Suisse                    | 15    | 6         | 4           | 5        | 17        | 22          | -5         |

### Classement FIFA
La Roumanie a connu son meilleur classement FIFA en septembre 1997 en atteignant la troisième place. Leur plus mauvais classement est une 57e place atteinte en février 2011 puis septembre 2012. La Roumanie a enregistré sa meilleure progression lors des mois d'avril 2011 et octobre 2012 avec un gain de 11 places, au cours du mois de juillet 2010, la Roumanie a enregistré son plus fort recul avec la perte de 14 places au classement mondial. Depuis la création du classement FIFA, le classement moyen de la Roumanie se situe au 22e rang . La Roumanie termine l'année 2015 à la 16e place du classement FIFA.
| Année               | 1993 | 1994 | 1995 | 1996 | 1997 | 1998 | 1999 | 2000 | 2001 | 2002 | 2003 | 2004 | 2005 | 2006 | 2007 | 2008 | 2009 | 2010 | 2011 | 2012 | 2013 | 2014 | 2015 | 2016 | 2017 | 2018 | 2019 | 2020 | 2021 | 2022 | 2023 | 2024 |
| ------------------- | ---- | ---- | ---- | ---- | ---- | ---- | ---- | ---- | ---- | ---- | ---- | ---- | ---- | ---- | ---- | ---- | ---- | ---- | ---- | ---- | ---- | ---- | ---- | ---- | ---- | ---- | ---- | ---- | ---- | ---- | ---- | ---- |
| Classement mondial  | 13   | 11   | 11   | 16   | 25   | 22   | 8    | 13   | 15   | 24   | 27   | 29   | 27   | 19   | 13   | 21   | 36   | 56   | 56   | 33   | 32   | 15   | 16   | 39   | 41   | 24   | 37   | 37   | 44   | 52   | 45   | 38   |
| Classement européen | 11   | 9    | 9    | 13   | 15   | 15   | 6    | 9    | 10   | 15   | 17   | 16   | 15   | 14   | 11   | 15   | 22   | 35   | 30   | 20   | 20   | 10   | 10   | 22   | 24   | 16   | 22   | 20   | 25   | 26   | 23   | 21   |

| Légende du classement mondial : | de 1 à 15 | de 16 à 25 | de 26 à 209 |

| Légende du classement européen : | de 1 à 10 | de 11 à 20 | de 21 à 54 |

## Identité

### Symboles

Emblème avant 2018.
Emblème depuis 2018.

### Surnoms
En référence aux trois couleurs du drapeau de la Roumanie, la sélection nationale de football est surnommée Tricolorii, (en français : « les tricolores »).

### Couleurs

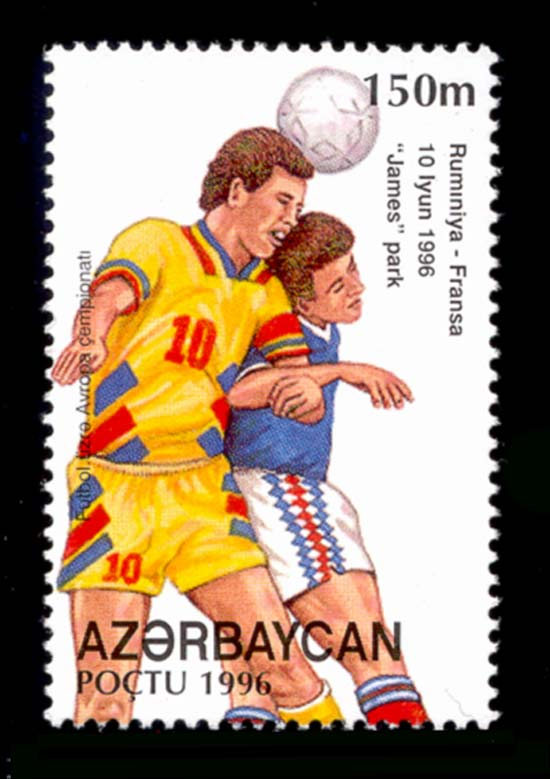
Timbre célébrant le match Roumanie-France de 1996.

Armoiries communistes de la Roumanie présente sur le maillot

Lors de ses débuts le maillot domicile de la Roumanie est rouge avec un short blanc ou bleu et des chaussettes noires, après la Seconde Guerre mondiale le maillot domicile est jaune, avec un short bleu et des chaussettes rouges, lors de l'Euro 1984 et depuis les années 1990, maillots, shorts et chaussettes sont jaunes et la tenue extérieur entièrement rouge, parmi les exceptions, lors de la Coupe du monde 1970 le maillot extérieur est bleu ciel et le short blanc, lors de l'Euro 2008 la tenue extérieur est entièrement blanche, depuis 2010 elle est de nouveau entièrement rouge. Au cours de la période socialiste le blason socialiste de la Roumanie était présent sur le maillot, depuis les années 1990, c'est le logo de la fédération roumaine qui est présent sur le maillot au côté du logo du sponsor maillot.
La Roumanie est équipée par le fournisseur allemand Adidas à partir des années 1970. Adidas équipe les roumains pour la première fois lors de la Coupe du monde 1970. De 1977 à 1983 elle est fournie par le fabricant français Le Coq sportif, Adidas redevient le fournisseur de la Roumanie de 1984 à 2015, en 2009 la fédération roumaine et Adidas prolongent leur contrat jusqu'au 31 décembre 2014 pour un montant annuel de 300 000 €, les Roumains disputent leur dernier match avec le maillot aux trois bandes le 29 mars 2015 lors d'un match face aux îles Féroé.
La société espagnole Joma fournit la sélection nationale roumaine depuis 2015, le premier match avec un équipement Joma a lieu en juin lors d'un déplacement en Irlande du Nord. Le contrat liant la fédération roumaine porte sur une durée de quatre ans et sur un montant de 4,8 millions d'euros, soit 1,2 million d'euros par an, fournit en argent et en matériel,, ce montant est assorti d'un bonus pouvant aller jusqu’à 600 000 € par an en cas de bonnes performances.

### Rivalité avec la Hongrie
La rivalité entre les deux nations a des origines historiques. La région de Transylvanie devint une partie de l’empire d'Autriche-Hongrie en tant que partie de la Hongrie de 1867. Dans le même temps en 1881 les principautés unies de Moldavie et de Valachie forment le royaume de Roumanie. Les conditions de la population roumaine restée en Transylvanie sont difficiles mais le traité de Trianon, qui voit la Hongrie céder à la Roumanie la région de Transylvanie à la fin de la Première Guerre mondiale, fait évoluer la situation des deux pays sans que les populations ne soient déplacées. De nos jours une importante communauté de langue hongroise vit toujours en territoire roumain. La tension entre les deux pays est atténuée lors de la période socialiste, les autorités parlant de rencontre entre « frères socialistes ».
Au cours de leur histoire commune, la Roumanie et la Hongrie se sont affrontés à vingt-quatre reprises, leur première rencontre a lieu le 4 octobre 1936, la Hongrie s'impose (2-1) à Bucarest. Les deux sélections se sont souvent affrontées au fil des campagnes de qualifications pour l'Euro (7 matchs lors des éditions 1972, 2000 et 2016) ou la Coupe du monde (6 matchs lors des campagnes 1982, 2002 et 2014). En 1948 les Roumains subissent face à la Hongrie le plus large revers de leur histoire. Concernant les matchs à enjeux, Roumains et Hongrois se sont affrontés à plusieurs reprises. Ainsi  les deux rivaux se sont rencontrés deux fois aux Jeux olympiques, en 1952  où les Roumains s'inclinent au tour préliminaire face aux futurs champions olympiques hongrois, et en 1964 où les Roumains sont défaits en quart de finale par les Magyars qui remporteront à nouveau la médaille d'or. Un match d'appui, perdu par la Roumanie, est nécessaire pour départager Hongrois et Roumains en quarts de finale de l'Euro 1972.
Iuliu Baratky est l'un des rares joueurs à avoir porté le maillot des deux sélections. Il joue d'abord neuf matchs pour la Hongrie de 1930 à 1933 puis, profitant de sa double-nationalité, décide de changer de nationalité sportive et dispute 20 matchs avec la Roumanie de 1933 à 1940. La carrière internationale de Baratky s'arrête avec la Seconde Guerre mondiale, le Mouvement légionnaire au pouvoir en Roumanie le menaçant de mort à cause de ses origines hongroises. Iuliu Bodola a également représenté les deux pays. Le natif de Brassó a d'abord représenté la Roumanie à 48 reprises représentant la Roumanie aux Coupe du monde 1934 et 1938. Recordman de sélections du 8 mai 1938 au 19 mars 1975, il a inscrit également 30 buts pour la Roumanie. Également recordman de but à compter de 1931, il n'est dépassé qu'en 1997 par Gheorghe Hagi. Il porte par la suite le maillot hongrois et en 13 sélections il inscrit 4 buts entre 1940 et 1948.
Les tensions extra-sportives entre les deux nations font leur retour lors des campagnes de qualifications pour la Coupe du monde 2014 puis de l'Euro 2016, principalement dans les tribunes ainsi qu'aux abords des stades, chaque camp revendiquant de façon plus ou moins virulente la Transylvanie. Ainsi, la rencontre d'octobre 2014, achevée sur le score de 1-1 à Bucarest, a vu un déferlement de violences, autant sur le terrain (12 cartons jaunes distribués par l'arbitre) qu'en dehors, avec des feux d’artifice, des projectiles et des fumigènes d'échangés, ainsi que des incendies de sièges par des supporters hongrois. La police roumaine a répondu avec l'utilisation de gaz lacrymogènes pour calmer la foule et a procédé à une trentaine d'arrestations. À la suite de ces incidents les deux pays ont été sanctionnés d'un match à huis clos.

### Rivalité avec la Grèce
Une rivalité notable s'est construite avec la Grèce, car c'est l'équipe que la Roumanie a rencontrée le plus souvent : trente-six fois (la Roumanie a rencontré la Yougoslavie trente-sept fois, un record qui a été annulé après le démantèlement de la Yougoslavie). Sur l'ensemble des matches, la Roumanie en a remporté dix-huit, dominant ainsi la rivalité. La Grèce a remporté huit matches supplémentaires et dix se sont terminés par un match nul.
La seule occasion notable de rencontre entre les deux équipes a été le deuxième tour des éliminatoires de la Coupe du monde de la FIFA 2014, auquel la Grèce s'est qualifiée après avoir battu la Roumanie dans un barrage aller-retour, gagnant 3-1 à Athènes et faisant match nul 1-1 à Bucarest.

### Rivalité avec le Monténégro
Au cours de la dernière période, une petite rivalité s'est développée avec le Monténégro. Les deux équipes se sont rencontrées sept fois au total, et la victoire 4-0 de la Roumanie lors d'un match amical le 31 mai 2008 a été la plus grande défaite du Monténégro jusqu'à la défaite 0-7 à Londres en 2019. Les deux équipes se sont rencontrées lors de la phase de qualification de la Coupe du monde de la FIFA 2018, et c'est le Monténégro qui a éliminé la Roumanie après une victoire 1-0 à Podgorica, qui faisait suite à un match nul 1-1 sur le sol roumain. Les deux équipes se sont retrouvées un an plus tard, dans le Groupe 4 de la Ligue C de la saison inaugurale de l'UEFA Nations League. La Roumanie s'est vengée en s'imposant 1-0 à Podgorica, ce qui n'a pas suffi pour remporter le groupe face à la Serbie, son voisin. Lors de la troisième édition de la même compétition, les deux équipes se sont rencontrées à nouveau, cette fois le Monténégro a décimé la Roumanie à deux reprises, 2-0 à Podgorica et 3-0 à Bucarest.

### Rivalité avec le Kosovo
La Roumanie est un fervent défenseur de l'intégrité territoriale de la Serbie et n'a pas reconnu la légitimité de l'Indépendance du Kosovo par rapport à la Serbie le 17 février 2008. Les deux équipes ne se sont rencontrées que quatre fois, mais toutes les rencontres ont donné lieu à des problèmes et à des sentiments d'antipathie entre les deux peuples.

#### Match de 2023
Le 12 septembre 2023, les deux équipes se sont rencontrées à Bucarest pour la phase de qualification de l'UEFA Euro 2024. À la dix-huitième minute, les joueurs kosovars quittent le terrain en signe de protestation après le jet d'une bouteille depuis le secteur roumain, qui se combine aux deux banderoles citant « Basarabia e România » (« La Bessarabie est la Roumanie » en roumain) et « Kosovo je Srbija » (« Le Kosovo est la Serbie » en serbe) et aux chants pro-Serbie constants de la base de supporters roumains extrémistes « Uniți sub Tricolor » (« Unis sous le Tricolore »). Le match a été interrompu pendant cinquante minutes et la Fédération du Kosovo de football a demandé une victoire 3-0 contre la Roumanie en raison des incidents, ce qui a été refusé par l'UEFA. La Roumanie a remporté le match 2-0.

#### Matchs de 2024
Les deux équipes se sont rencontrées à nouveau lors du match aller du groupe 2 de la Ligue C de l'UEFA Nations League, saison 2024-25. Le match s'est déroulé au stade de Fadil Vokrri du Kosovo, le 6 septembre. Une fois de plus, l'animosité mutuelle entre les deux équipes était évidente, car lors de la cérémonie d'ouverture, les supporters kosovars ont hué pendant que l'hymne roumain était joué. À la fin du match, après une victoire décisive de la Roumanie (3-0), les supporters kosovars ont jeté divers objets sur l'équipe roumaine alors qu'elle quittait le terrain.
Lorsque la Roumanie a joué contre la Lituanie le 9 septembre, les supporters roumains ont scandé des messages anti-Kosovo, ce qui a entraîné une amende de 52 500 € et une fermeture partielle de l'Arena Națională pour le match contre le Kosovo le mois suivant.
Déjà tendu après les incidents survenus au Kosovo et en Lituanie, le match s'est à nouveau déroulé à Bucarest. Une victoire des hôtes aurait signifié la promotion en Ligue B de la prochaine saison de la compétition. Le Kosovo avait besoin d'une victoire par 3 buts d'écart pour prendre la place de la Roumanie avant la dernière journée, et a dominé le match. Alors que le coup de sifflet final approchait, après avoir subi un tacle, le joueur kosovar Albion Rrahmani a attaqué le joueur roumain Denis Alibec, avant que les deux équipes ne commencent à se battre sur le terrain, l'arbitre danois avertissant trois joueurs, deux pour le Kosovo et un pour la Roumanie. Les Roumains ont procédé à un coup franc, moment à nouveau perturbé par les Kosovars qui ont marché sur le secteur des supporters roumains pour engager une lutte verbale avec les supporters roumains qui se seraient mis à crier « Serbie ! Serbie ! ».
À la 97e minute du match, quatre minutes après la bagarre entre Alibec et Rrahamni, les Kosovars ont quitté le terrain malgré l'appel de leur manager. En quittant le terrain, le gardien kosovar Arijanet Murić a été vu en train de montrer le majeur aux supporters roumains. L'équipe roumaine est restée sur le terrain pendant encore une heure, jusqu'à ce que l'arbitre suspende le match. Pendant ce temps, les joueurs kosovars ont saccagé leur vestiaire, et des photos de déchets et de pizzas ont été diffusées sur Internet. Les problèmes ont continué même après cela, les deux délégations ayant failli se disputer à nouveau dans la salle de conférence de presse.
Le match est considéré comme « abandonné ». Quel que soit le résultat final, la Roumanie a été couronnée vainqueur du groupe après une victoire 4-1 contre Chypre trois jours plus tard, bien que le résultat final ne soit pas encore connu. Cependant, le 20 novembre, cinq jours après le match, l'UEFA a annoncé que la Roumanie avait remporté le match 3-0, mais qu'elle devrait jouer un match à domicile sans ses supporters et faire face à une amende de 128 000 €, tandis que le Kosovo recevrait également une amende de 6 000 € pour avoir déclaré forfait.